# コンテナ船

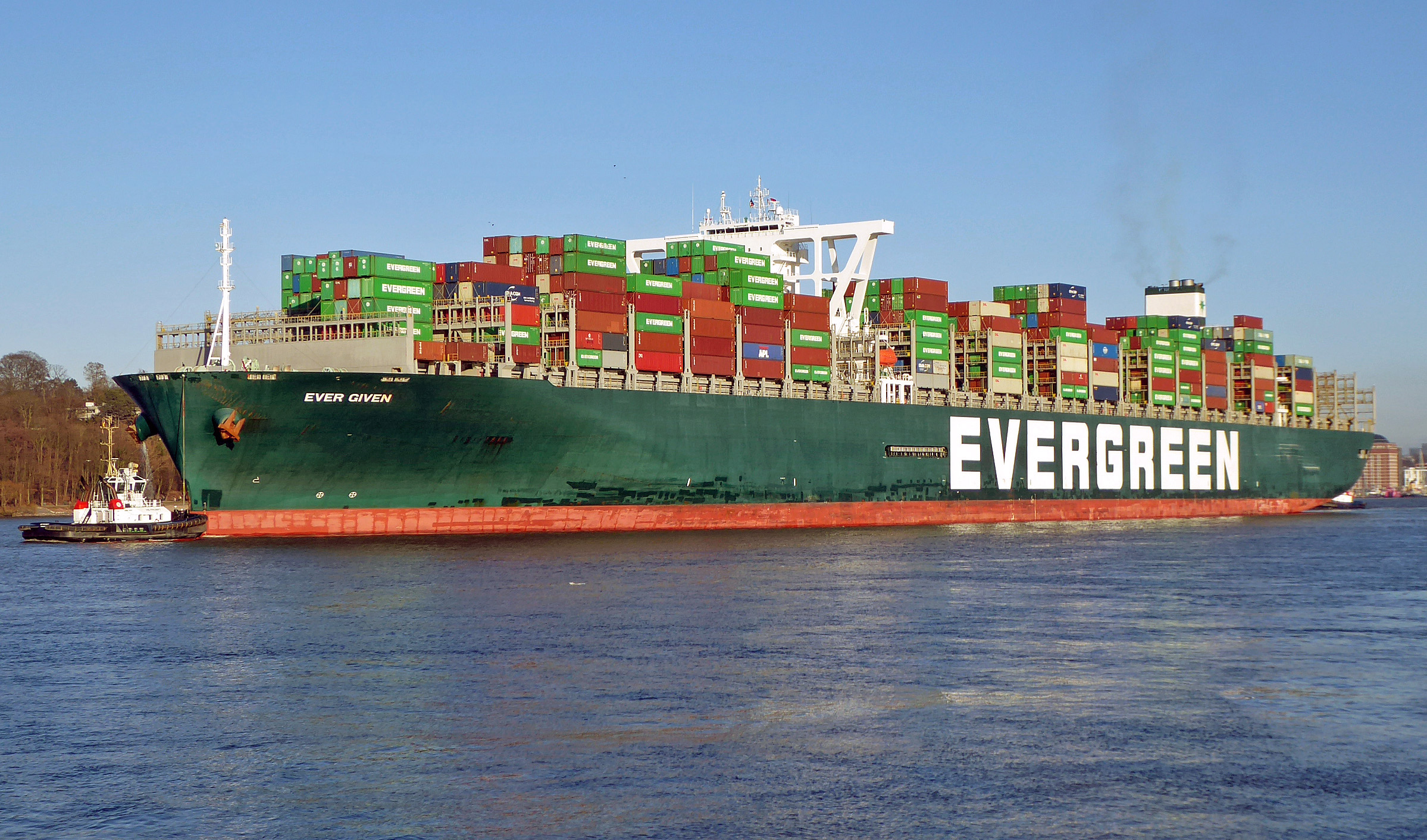
コンテナを満載したコンテナ船エヴァーギヴン。2021年スエズ運河封鎖事故をきっかけにその名を知られた。

コンテナ船（コンテナせん、英語: Container ship）とは、ISO 668により規格化された海上コンテナを輸送する貨物船。タンカーと並んで、海上貨物輸送の主流を占めている。原材料から精密部品、食料や雑貨など、日常生活に必要な物資のほとんどがコンテナ船で輸出入されている。
コンテナ船を運行する会社は海運貨物会社であり、所有者は船主である。多くの荷主は海運貨物会社に直接依頼するのではなく、NVOCC（フォワーダー）を通して貨物を依頼している。
21世紀初頭現在、海上輸送で流通している貨物コンテナにはISO 6346に従い、すべてに固有の記号が与えられており、コンテナ外面に表示されている。コンピューターはこの番号によって個別のコンテナを把握して、セルへの積付けや配送の順番を決めている。

## 歴史

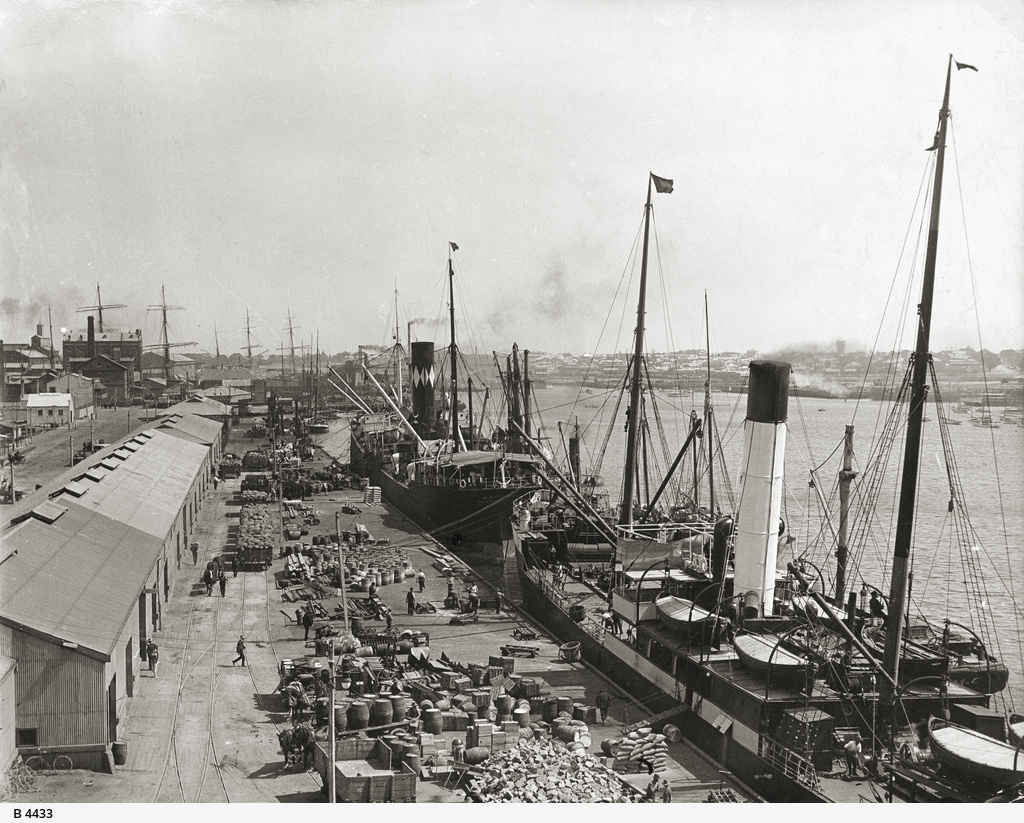
未梱包のばら積み貨物を手作業で船に積み込む様子

コンテナリゼーション以前、商品は一般的に梱包されることなくばら積み貨物として手作業で取り扱われていた。通常、商品は工場から車両に積み込まれると、港の倉庫に運ばれてそこで荷下ろしされ、次の船を待って保管されていた。船が到着すると、それらは他の貨物と一緒に船の横に移動され、港湾労働者によって船倉に降ろされるなり運ばれてから梱包されていた。船は、与えられた託送貨物を降ろす前に幾つかの港に寄港することもあった。各々の港へ寄るたびに、（目的地が違う）貨物の到着は遅れることになった。配送貨物が一旦、別の倉庫に荷下ろしされてから目的地に配達される場合もあった。複数回に及ぶ荷役と遅延は輸送コストや時間がかかるだけでなく信頼性も低くしていた。
コンテナリゼーションは18世紀後半のイギリスにおける初期の炭鉱地域が端緒となった。1766年、ジェームズ・ブランドリーは石炭をウォーズリーのデルフ採石場からマンチェスターまでブリッジウォーター運河で輸送するために、10個の木製コンテナを備えた箱舟「Starvationer」号を設計した。1795年、ベンジャミン・ウートラムがリトルイートン・ギャングウェイを開設すると、石炭はワゴンに積まれてそれで輸送された。このギャングウェイを行く馬引きのワゴンはコンテナの形をしており、石炭を積んではしけからダービー運河に積み替えることが可能だった。
1830年代までに、幾つかの大陸鉄道が他の輸送手段に移行可能なコンテナを輸送していた。英国のリバプール・アンド・マンチェスター鉄道もその1つで、「シンプルな長方形の木箱（ワゴンに4つある）が、石炭をランカシャーの炭鉱からリバプールまで運ぶのに使用され、クレーンで馬車に移された」との記述がある。元々は石炭をはしけに積み下ろしするのに使われていた「ルーズ・ボックス」が、1780年代後半からはブリッジウォーター運河のような場所で石炭をコンテナ輸送するのに使われた。1840年代までに、木製の箱だけでなく鉄製の箱も使用されるようになった。1900年代初頭には、道路と鉄道間の移動用に設計された密閉コンテナボックスの採用が確認されている。

### 20世紀

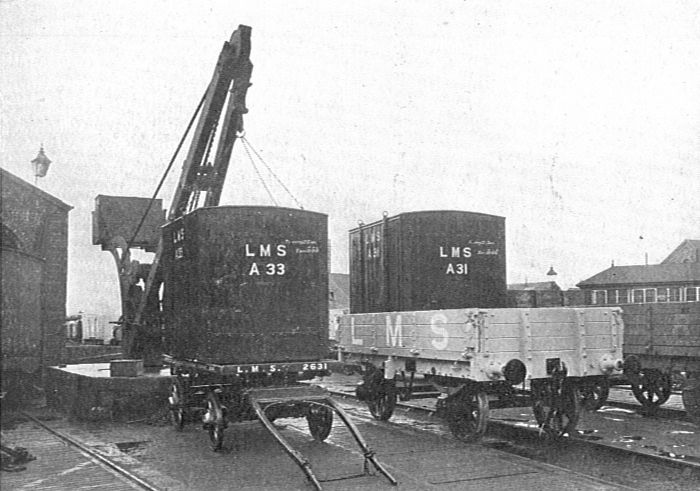
ロンドン・ミッドランド・アンド・スコティッシュ鉄道 でのコンテナ輸送（1928年）

1917年5月17日、米国のシンシナティ (オハイオ州)でベンジャミン・フランクリン・フィッチは自身の設計に基づき、着脱できる筐体(demountable bodies)と呼ばれるコンテナ輸送用の実験設備の開発に着手した。1919年後半、彼のシステムは14台の貨物トラックで21の鉄道駅にサービスを提供する200個以上のコンテナへと拡張された。
第二次世界大戦前に、多くのヨーロッパ諸国が独自にコンテナシステムを開発した。
1919年、エンジニアのStanisław Rodowiczがポーランドでコンテナシステム最初の草案を策定した。1920年には二軸ワゴンの試作品も製作されたが、ポーランド・ソビエト戦争のためポーランドでは開発が中断してしまった。
1921年5月、アメリカ合衆国郵便公社は郵便物をコンテナ経由で輸送するためにニューヨーク・セントラル鉄道と契約した。1930年、シカゴ&ノースウェスタン鉄道はシカゴとミルウォーキー間でコンテナの輸送を開始した。しかし、州際通商委員会がコンテナでの定額料金使用を許可しなかったことで、1931年春に彼らの事業は終了した。
1926年、サザン鉄道と北部鉄道によるロンドンからパリまでの豪華客車ゴールデン・アローの定期的な接続運行が始まった。この乗客の手荷物の輸送に4つのコンテナが使用された。これらのコンテナはロンドンまたはパリで積み込まれ、イギリスでは長物車そしてフランスでは専用列車(CIWL Pullman Golden Arrow Fourgon of CIWL)でドーバー (イギリス)またはカレー (フランス)の港に運ばれた。
1928年9月、ローマで開催された第2回世界自動車輸送会議で、イタリアの上院議員シルヴィオ・クレスピが、競争よりも協調体制を採って道路と鉄道の輸送システムにコンテナを使用することを提案した。これは、寝台車で乗客を国際間輸送するSleeping Car Companyと同様に国際機関の支援の下で行われることとされた。1928年にペンシルバニア鉄道がアメリカ合衆国北東部で定期的なコンテナサービスを開始した。
ニューヨークでのウォール街大暴落 (1929年)とその後の世界恐慌を経て、多くの国が貨物の輸送手段を失っていた。貨物輸送の可能性として鉄道が求められ、コンテナをより広い用途で輸送するきっかけとなった。1931年9月30日、国際商工会議所の後援を受けて、ある海事貨物駅のプラットフォームではヨーロッパ製コンテナの最も良い構造を評価する実用試験が、国際競争の一環として実施された。
同じく1931年、米国ではベンジャミン・フランクリン・フィッチがその当時どこにでも存在する2つの最大かつ重いコンテナを設計した。1つは17.6×8.0×8.0インチで容量890立方フィートの30,000ポンド。もう1つが20.0×8.0×8.0インチで容量1000立方フィートの50,000ポンドである。1932年11月、エノラではペンシルバニア鉄道が世界で最初のコンテナターミナルを開設した。フィッチの開発したフック留めシステムが、コンテナの再積み込みに使用された。
コンテナリゼーションの発達は、経済崩壊と全交通手段の使用減少をもたらすこととなった1929年のウォール街大暴落を経て、鉄道会社を活性化する方法としてヨーロッパとアメリカで興ったのである。
1933年のヨーロッパでは、国際商工会議所の後援を受けて国際コンテナ事務局(B.I.C)が設立された。1933年6月、B.I.Cは国際間交通で使用されるコンテナに必須となる規定条件を決定した。 コンテナは、移動式エレベーター（グループ1コンテナ）用のクレーンやオーバーヘッドコンベヤー等のつり上げ装置によって取り扱われるとして、1933年7月1日以降に構築されたものとされた。義務的な規制は次のとおり。
- 条項1-コンテナは、形状に関しては閉鎖タイプまたは開放タイプのいずれかで、容量に関しては重量タイプまたは軽量タイプのいずれかであること。
- 条項2-コンテナの積載量は、コンテナの総重量（荷物＋空荷時）が以下のようでなければならない。重量タイプのコンテナの場合は5メートルトン。 軽量タイプのコンテナの場合は2.5メートルトン。ワゴン荷重と同じ条件下では、総重量の5％超過までの許容範囲を認める[7]。

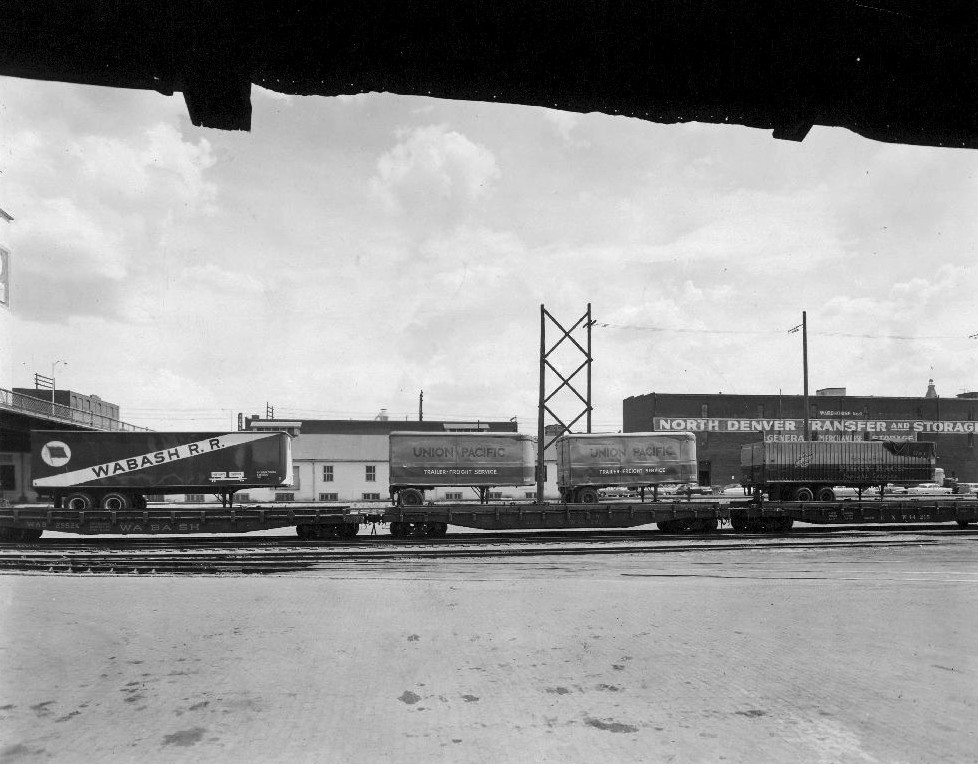
1955年にデンバーから出発するユニオン・パシフィック鉄道のトレイラー・オン・フラットカー（ピギーバック）

1926年から1947年の米国では、シカゴ・ノースショアー・アンド・ミルウォーキー鉄道がミルウォーキー (ウィスコンシン州)とシカゴ (イリノイ州)の間で長物車に積荷された自動車運搬車および荷主の車両を輸送していた。1929年より始まるシートレイン・ラインズは、ニューヨークとキューバ間で商品を輸送するため船舶で鉄道貨車を輸送していた。
1930年代半ば、シカゴ・グレート・ウェスタン鉄道と当時のニューヘイブン鉄道が、独自の鉄道に限定したピギーバック輸送サービス（長物車での高速道路貨物トレーラーの輸送）を開始した。シカゴ・グレート・ウェスタン鉄道は、鎖とターンバックルを使用して各トレーラーを長物車に固定する方法について、1938年に米国連邦特許を申請した。他の部材には、長物車からトレーラーを積み降ろしするための車輪止めや傾斜台などがあった。1953年までに、シカゴ・バーリントン・アンド・クインシー鉄道、シカゴ・アンド・イースタン・イリノイ鉄道、サザン・パシフィック鉄道がこの革新的事業に参入した。使用された鉄道車両の大部分は、余った長物車に新たな床面を装着したものだった。1955年までに、追加で25の鉄道会社が何らかの形でピギーバックのトレーラー輸送サービスを開始した。

#### 第二次世界大戦

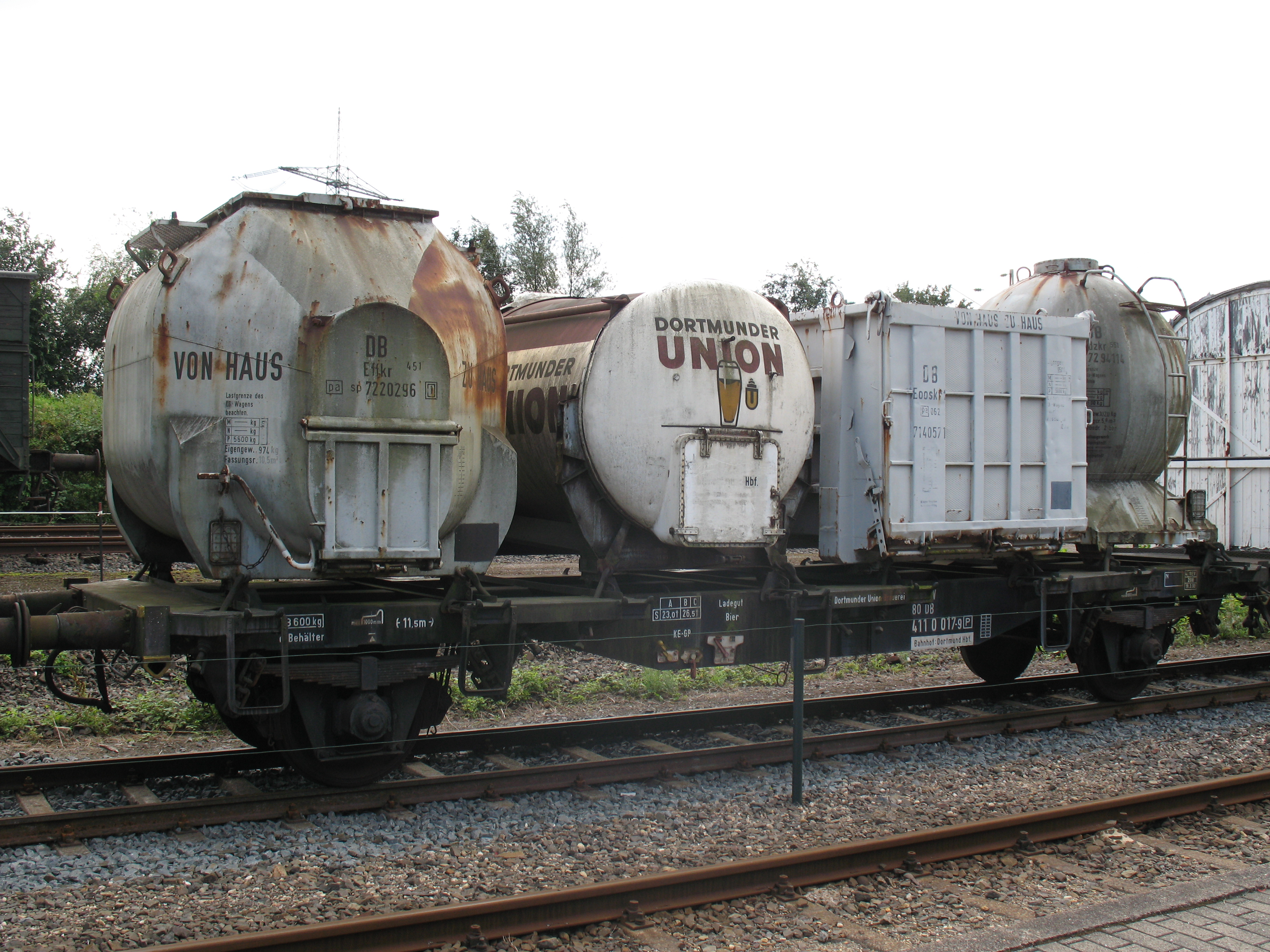
異なる4つのUIC-590コンテナを展示している、鉄道博物館内の貨車。ボーフム＝ダールハウゼン鉄道博物館の展示。

第二次世界大戦中、オーストラリア軍は鉄道の様々なゲージ破損にもっと簡単に対処するための補助としてコンテナを使用した。これらの積み重ね不可能なコンテナは、後の20フィートISO規格コンテナとほぼ同じ大きさで、恐らく主に木材で造られていた。	
同時期に、アメリカ陸軍は均一な大きさの物品を組み合わせてパレットに固定し、ユニット・ロードにすることで輸送船の積み込み積み降ろしを高速化するようになった。1947年、アメリカ陸軍輸送科は士官の家庭用品を戦地に輸送するために、4.1トンの積載量をもつ表面が波うった剛性スチールのコンテナ「トランスポーター」を開発した。縦幅2.59x横幅1.91x高さ2.08mで、片面に両開きドアがあり、運搬台車の上に取り付けられ、上部の四隅に吊り上げ用リングがあった。朝鮮戦争中、トランスポーターは繊細な軍事装備の持ち運びについて評価され、効果的であることが証明され、より広範な使用が認められた。物資の盗難や木箱の損傷で、軍は鋼鉄製コンテナが必要だと確信した。

#### 20世紀半ば

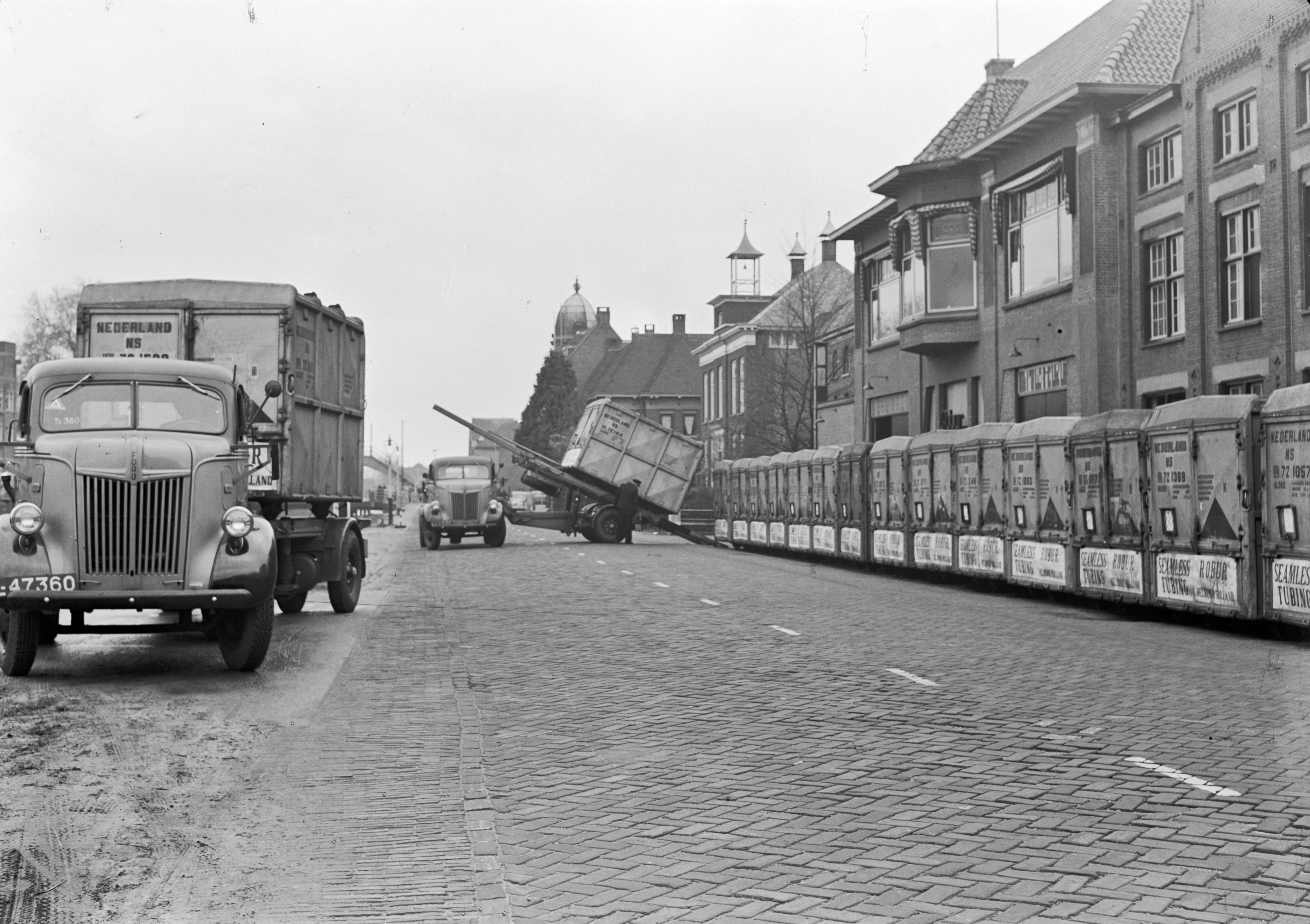
オランダのヘルモントからLaadkistenで出荷される自転車などのゴム製品（1951年11月16日）

1951年4月、チューリッヒ・ティーフェンブルネン駅でスイス交通博物館と国際コンテナ事務局(BIC)がコンテナシステムのデモンストレーションを開催し、これには西ヨーロッパに最適な（輸送の）解決策を選ぶという目的があった。フランス、ベルギー、オランダ、ドイツ、スイス、スウェーデン、イギリス、イタリア、アメリカ合衆国の各代表者が出席した。そこで選ばれたシステムはオランダで「Laadkisten」と呼ばれる、1934年以来使われていた消費財および廃棄物の輸送システムに基づくものだった。このシステムは最大容量5500kgで最大3.1×2.3×2.0mのローラーコンテナを使った多彩な構成で、鉄道、トラック、船舶で輸送を行った。これが「PAコンテナ(独:pa-Behälter)」として知られる、第二次世界大戦後の最初のヨーロッパの鉄道規格UIC590となった。オランダ、ベルギー、ルクセンブルク、西ドイツ、スイス、スウェーデン、デンマークでその導入が実施された。さらに大きなISOコンテナの普及に伴い、PAコンテナは鉄道会社によって段階的に廃止された。1970年代には廃棄物輸送でそれが広く使われるようになった。
1952年、アメリカ陸軍はトランスポーターをCONtainer EXpressまたはCONEXボックスシステムに発展させた。CONEXのサイズと容量はトランスポーターとほぼ同じだが、システムはいわゆるユニット方式になり、縦幅1.91×横幅1.30×高さ2.10mの小さなハーフサイズのユニットが追加された。CONEXは3段に積み重ねて、厳しい自然環境からその内容物を保護することが可能だった。
工学用品や予備の部材を積んだCONEX最初の大掛かりな発送は、ジョージア州にあるコロンバス総合倉庫からサンフランシスコ港までが鉄道で行われ、それから船舶で1952年後半に日本の横浜へ、その後は韓国へ輸送された。出荷引き渡し時間はほぼ半分に減った。ベトナム戦争時までに、補給品および部材の大部分はCONEXによって発送されていた。1965年までに米軍は約10万個のCONEXボックスを使用し、1967年には20万個以上を使用していた。これは世界規模で初となるコンテナでのインターモーダル輸送となった。アメリカ国防総省が軍事用に8×8フィートの横断面×長さ10フィートのコンテナを規格化すると、輸送目的でそれが急速に採用された。
1955年、元トラック運送会社のオーナーであるマルコム・マクリーンは、エンジニアのキース・タントリンガーと協力して、最新の複合輸送コンテナ（インターモーダル・コンテナ）を開発した。課題は、効率的に船に積み込むことができて、長い航海でも安全性を保持できる輸送コンテナを設計することだった。その結果、波うった厚さ2.5mmの鋼鉄からなる、縦3.0×横2.4×高さ2.4m（縦10×横8×高さ8フィート）単位の箱ができた。この設計では、ツイストロック機構が4つの角それぞれの頂点に組み込まれており、クレーンを使用してコンテナを簡単に固定および持ち上げることができた。マクリーンを手伝った後、タントリンガーは特許取得した設計を業界に提供するよう説得した。これが輸送用コンテナの国際標準化の始まりとなった。

### 専用船
コンテナを運ぶ目的専用で建造された最初の船舶は、ロンドンとパリ間を結ぶ豪華旅客列車ゴールデンアローを常時運行するためのもので、1926年に操業を開始した。乗客の荷物運搬のために4つのコンテナが使用された。これらのコンテナはロンドンまたはパリにて積み込まれ、ドーバーまたはカレーの港に輸送された。
欧州における次の段階は第二次世界大戦後となる。コンテナ輸送用に専用建造された船舶はイギリスとオランダ間で使用され、1951年にはデンマークでも使用された。米国では、1951年にワシントン州シアトルとアラスカ州の間でコンテナの運搬が始まった。ただし、これらのサービスはどれも特に成功しなかった。まず、コンテナがかなり小さくて、それら52％の容積は3立方m未満だった。欧州ではほぼ全てのコンテナが木で作られており、キャンバス布地の蓋を使用していたため、同コンテナは鉄道またはトラックの車体に追加の積み込みが必要とされた。
世界初の専用コンテナ船は、1955年にモントリオールで建造されてホワイトパス&ユーコン社が所有する「クリフォード・J・ロジャーズ号」だった。1955年11月26日の初運行では、ノースバンクーバー (ブリティッシュコロンビア州)とスカグウェイ (アラスカ州)間で600個のコンテナが輸送された。スカグウェイではコンテナを専用の鉄道車両に降ろして北へユーコン準州まで運ぶという、トラック、船、鉄道車両を使用した最初のインターモーダル輸送サービスだった。ユーコンで南行きのコンテナが荷送人によって積み込まれると、鉄道、船、トラックで、届け先まで開けられることもなく運ばれた。この最初のインターモーダルシステムは1955年11月から1982年まで運用された。

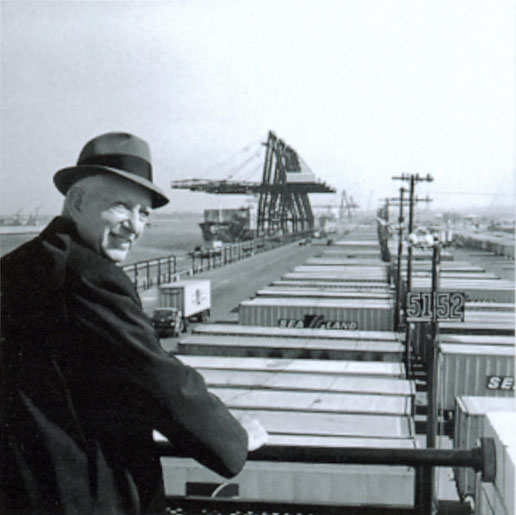
ニューアーク港にいるマルコム・マクリーン。1957年

実際に最初に成功したコンテナ船会社は1956年4月26日に遡る。アメリカのトラック輸送の起業家マルコム・マクリーンは、後にコンテナと呼ばれる58台の「トレーラー・バン」を入れて、改造されたタンカー船アイデアル・X号に乗せ、ニューアーク (ニュージャージー州)からヒューストン (テキサス州)まで航海した。カナダでの出来事とはまた別に、マクリーンは輸送中に決して開けることなしに、トラック、船舶、鉄道車両間のインターモーダルを基本とする受け渡し可能な大型コンテナを使用する考えを抱いていた。マクリーンは当初、大型トラックからトレーラーを取り出して船の貨物倉にそれを格納する「トレーラーシップ」の建設を支持していた。
ロールオン・ロールオフ方式（RO-RO船）と呼ばれるこの積み込み方法は、潰れた物置きとしても知られ、船内の潜在的な貨物スペースの大きな無駄遣いになるため採用されなかった。代わりにマクリーンは、車台ではなくコンテナのみを船に積むものへと当初の概念を修正した。そのため「コンテナ船」や「ボックス」船との名称になっている。

## コンテナライゼーション

### コンテナ船登場による変化
貨物輸送を全てコンテナを使って行うことをコンテナライゼーション（containerization）という。コンテナは商業貨物の輸送方法として最も一般的手段となっており、陸上ではセミトレーラや貨物列車で運ばれ、海上ではコンテナ船に運ばれ、工場から店舗や倉庫などへ一貫輸送されている。

### 規格化
コンテナリゼーション初頭の20年間に、様々な大きさのコンテナと隅金具が使用された。米国だけでも互換性のないコンテナシステムが数十個あった。最大運用のコンテナでも、マトソン航行会社には24フィート(7.32m)のコンテナがあり、シーランド・サービス社は35フィート(10.67m)のコンテナを使用していた。現存する規格サイズや金具および補強基準は、国際海運会社、ヨーロッパの鉄道会社、米国の鉄道会社、および米国の運送会社間における一連の妥協から発展した。4つの重要なISO（国際標準化機構）勧告によって、世界規模でコンテナリゼーションが規格化された。
- 1968年1月：ISO 668は用語、寸法、定格を定義。
- 1968年7月：R-790は識別マークを定義。
- 1970年1月：R-116は隅金具に関する勧告を行う。
- 1970年10月：R-1897は汎用貨物コンテナの最小内部寸法を設定。

これらの規格に基づいた最初のTEUコンテナ船が日本郵船を船主とする箱根丸 (コンテナ船)であり、1968年に初就航して、752TEUのコンテナを運ぶことが可能だった。
米国では、コンテナリゼーションやその他の輸送の進歩が州際通商委員会(ICC)によって妨げられた。同委員会は、鉄道が独占的な価格設定および料金差別を使用しないようにする目的で1887年に創設されたが、規制の虜の犠牲となった。1960年代まで、荷主が同じ車両で異なる品目を運んだり料金を変更する前には、ICCの承認が必要だった。現在の米国における全統合化システムは、ICCの規制に基づく監視が縮小（そして1995年に廃止）された後にのみ可能となったもので、トラック輸送および鉄道は1970年代に規制緩和され、海運料金は1984年に規制緩和された。
コンテナが鉄道車両上に2段積み上げられる複層貨物鉄道輸送が、米国で導入された。この概念はシーランド社とサザン・パシフィック鉄道によって開発された。最初の独立式複層コンテナ車は1977年7月に納入された。業界標準となる5ユニットのウェルカーは1981年に初めて登場した。当初、これらの複層貨物鉄道車両は普通列車の運行で展開されていた。 1984年にアメリカンプレジデントラインズ社がロサンゼルス-シカゴ間で複層貨物コンテナに特化した列車事業を開始して以降、その輸送量は急速に増加した。

### 効果

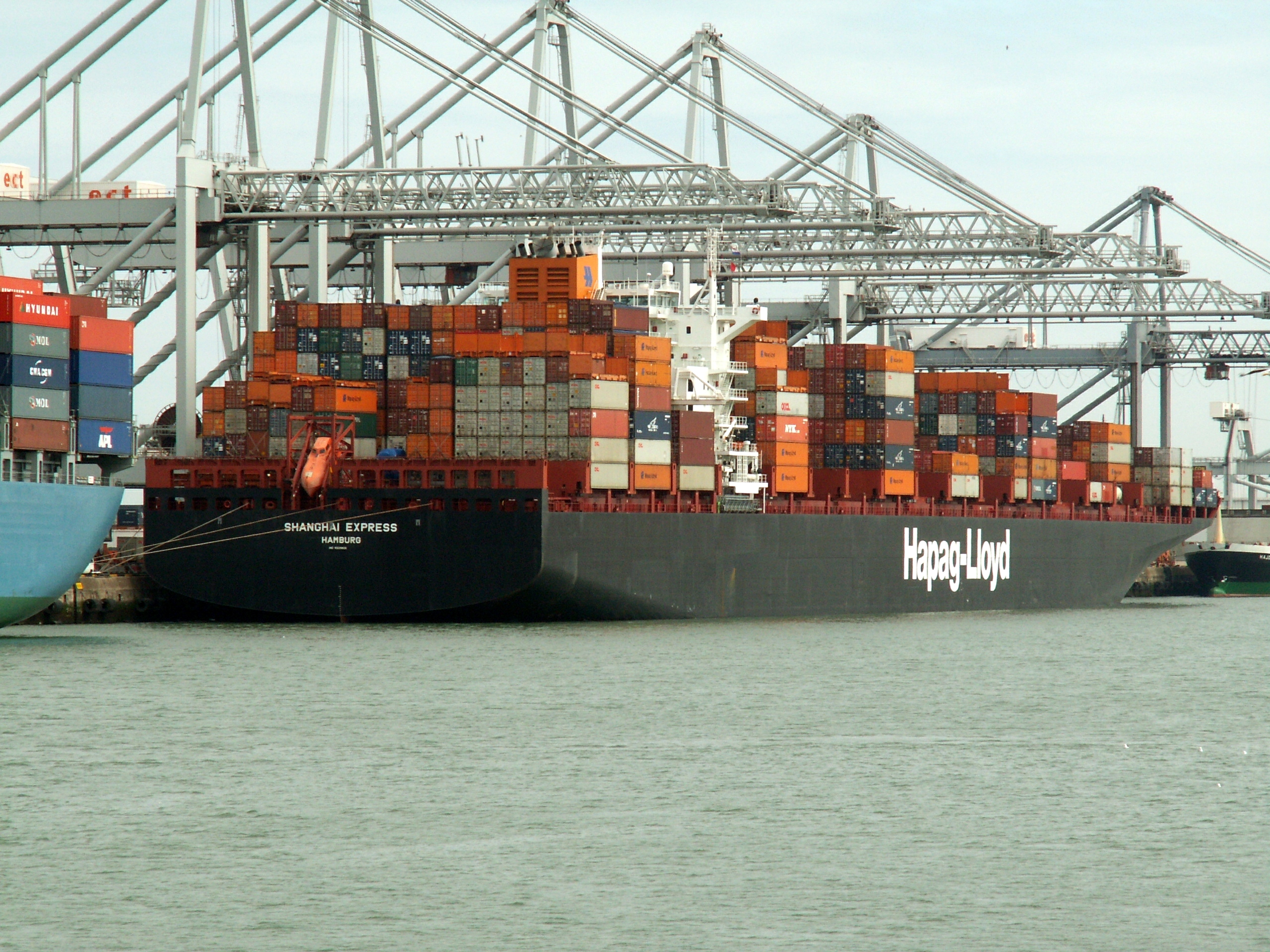
タンカーに荷積みされたコンテナ。ロッテルダム港にて

コンテナリゼーションは、特に消費財やコモディティ物品の国際貿易の費用を大幅に削減し、スピードを大きく向上させた。また、世界中の港湾都市の性格も劇的に変貌させた。高度に機械化されたコンテナ積み替え以前は、1隻に20-22人の港湾作業員が個々の貨物を船倉に詰め込んでいた。コンテナリゼーション後、港湾施設では大所帯の港湾労働者（沖仲仕）が不要になり、職業が大幅に変わった。
一方、コンテナリゼーションの支援に必要な港湾施設も変貌を遂げた。 影響の1つが港の若干の減少と他の増加だった。 サンフランシスコ港では、荷役に使用されていた以前の桟橋はもはや必要なくなり、しかしコンテナ積み替えに必要とされる広大な保管区画を建設する余地が殆どなかった。その結果、サンフランシスコ港は実質的に主要な商業港として機能しなくなったが、隣接するオークランド港が米国西海岸で2番目に大きい港として浮上した。同様の運命がマンハッタンとニュージャージーの港の間でも起こった。英国では、ロンドン港とリバプール港の重要性が低下した。一方、英国のフェリクストウ港とオランダのロッテルダム港が主要港として登場した。一般的には、深喫水船の通行ができない水路の内陸港はコンテナリゼーションから撤退し、海港が有利となった。インターモーダル用コンテナを使うことで、コンテナの仕分けおよび梱包作業を乗船地点から遠く離れた内陸部の施設で実行することが可能となった。
コンテナリゼーションの影響は、海運業界を超えて急速に広がった。コンテナは、海上輸送を伴わない貨物輸送向けのトラック輸送および鉄道輸送産業で急速に採用された。製造業もまたコンテナの利点を活用するべく進化した。かつて小さな委託貨物を配送していた会社は、それらをコンテナにグループ化するようになった。現在、貨物の多くはコンテナに正確に収まるよう設計されている。コンテナの信頼性は、部品供給業者が定期的な固定スケジュールで特定の部材を提供できるため、ジャストインタイム生産システムも可能にした。原料生産地から部品工場まで、部品工場から組立工場まで、組立工場から最終消費地の物流センターまでの間が定時性の高く輸送費の安い海上コンテナで結ばれるため、多数の国にまたがる複数の企業間の生産時期を調整して、短い納期と少ない在庫を達成するサプライチェーン・マネジメント構築も可能になった。
2004年、世界のコンテナ交通量は3億4500万TEUで、約82％のコンテナポートが上位100のコンテナ港で取り扱われたと推定されている。

### パレット船

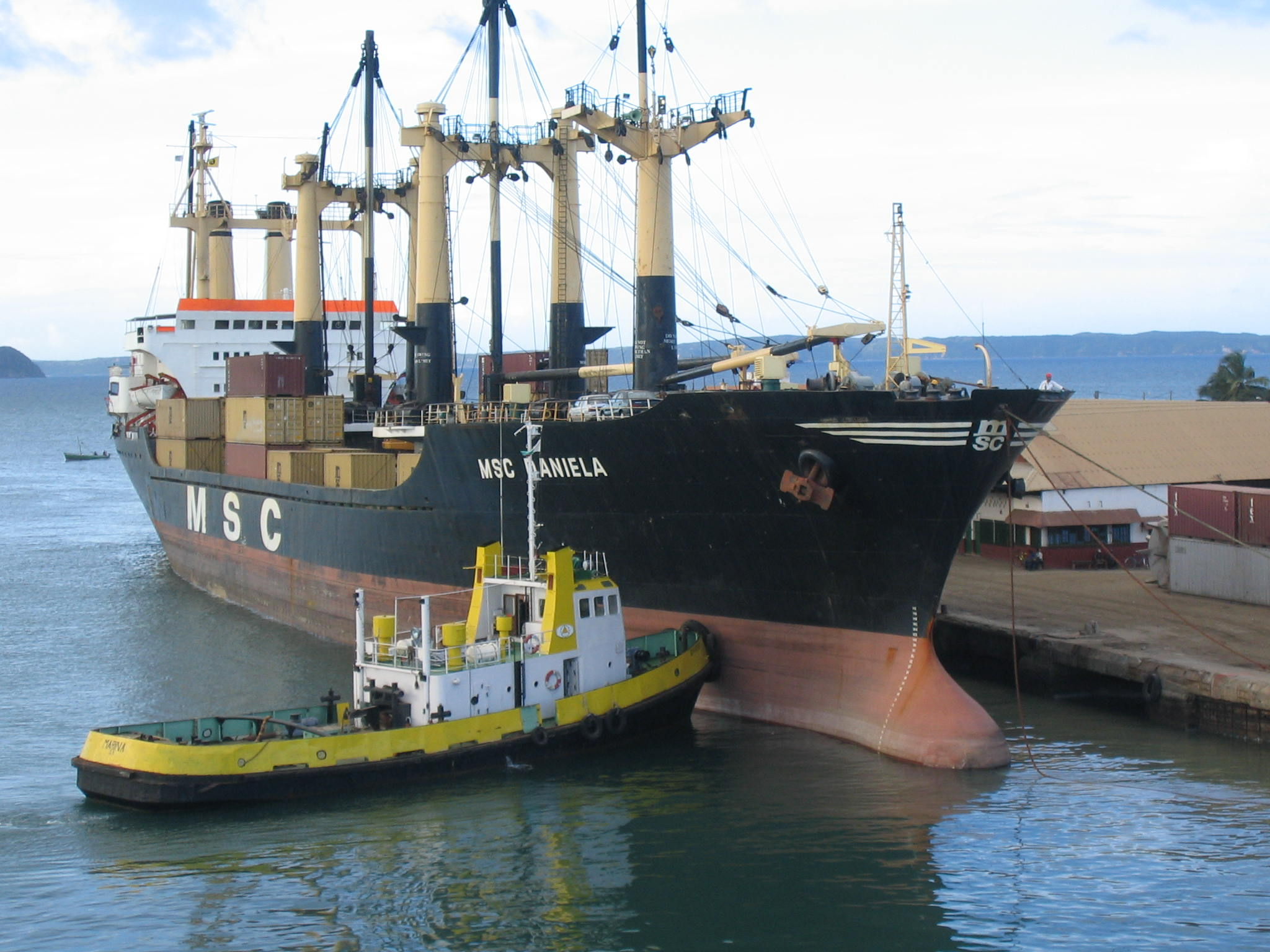
甲板にクレーンのある古いタイプのコンテナ船

貨物輸送におけるコンテナの登場は、パレット輸送を経由して発展してきた。海上輸送では長年その荷物の積み下ろしに個々の貨物をデリックやクレーンで扱ってきたが、昔からパレットに積みつけることで貨物の取り扱いを簡便にする工夫が行われていた。
第二次世界大戦後に一定サイズのパレットによって貨物船の船艙への積み下ろしを能率的に行えるように工夫された船が登場した。これらの船では荷物を固縛した一定のパレットを陸上のフォークリフトによって舷側の開口ハッチから取り入れ、船内のエレベーターやローラーコンベヤーで扱い、所定位置へ搭載するものであった。この後、パレットの利便性のままに互いに積み上げることも出来る貨物コンテナが登場して、パレット船は姿を消して貨物コンテナが主流となっていく。
当初、貨物コンテナを扱う専用船、つまりコンテナ船はあまり存在せず、様々な貨物船で貨物コンテナを輸送していた。バルクキャリアの空荷時に甲板上や船艙内にコンテナを固縛して輸送していた。こういった元々バルクキャリアで貨物コンテナの輸送も行うようになった船は「コンバルカー」と呼ばれた。現在のセミコン船の先祖であるが、コンテナ搭載の専用設備をほぼ備えないため、分類上はセミコン船ではない。

### バージキャリア

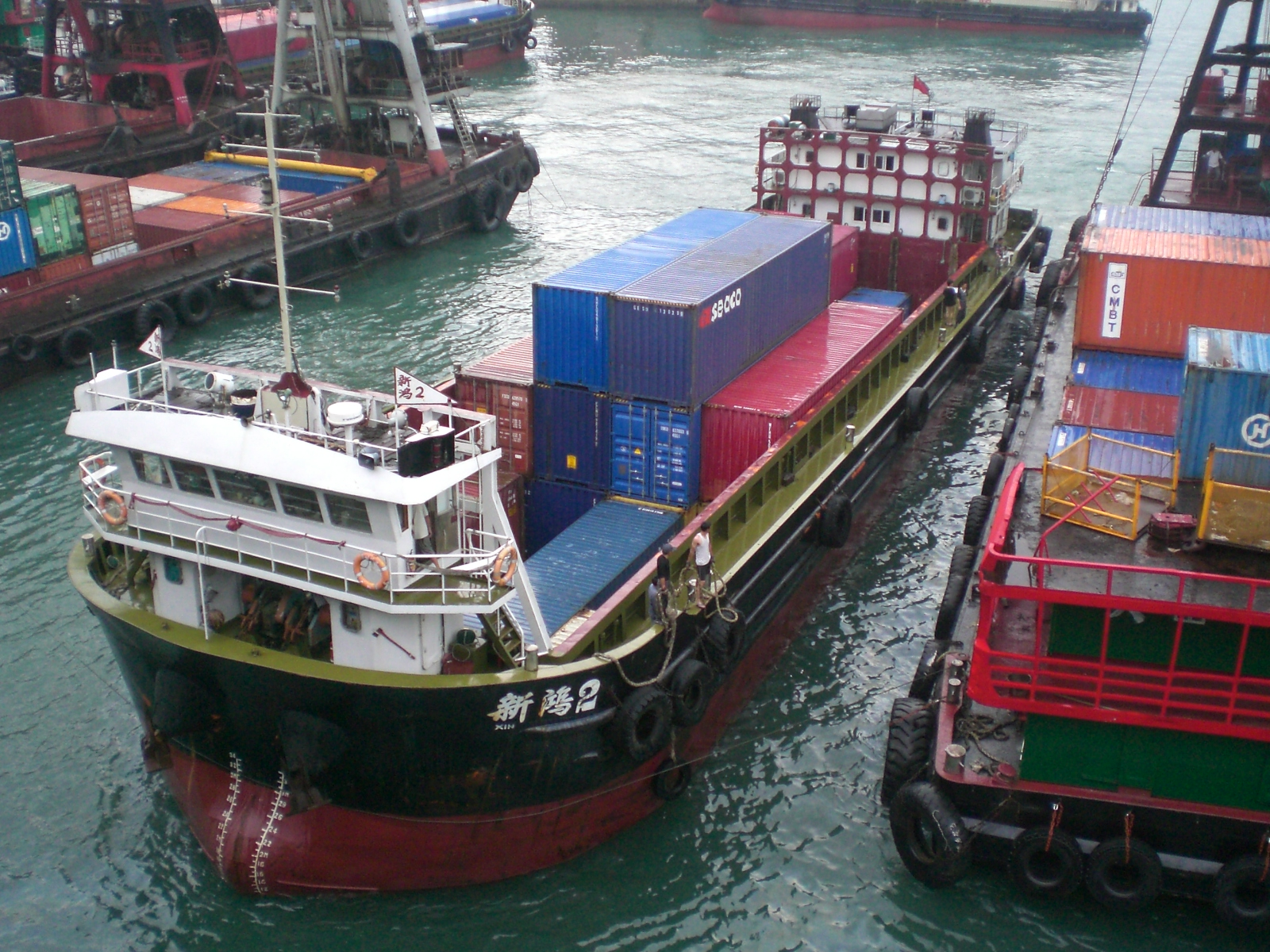
香港のコンテナ用はしけ

1960年代末から、コンテナ船とは少し異なった「バージキャリア」という船が登場した。バージキャリアは元々米英海軍の上陸用舟艇の舟艇母艦から生まれてきたもので、1隻のバージキャリアで数十艇のバージ（はしけ）を搭載するというものである。
バージキャリアではバージを搭載する方法によって「LASH」（ラッシュ船）や「Seabee」といった形式があり、いずれも船尾部でバージを引き上げて取り込むという点は共通である。バージには貨物コンテナが積まれている場合もあった。
貨物コンテナによって貨物をユニット化して扱うのに対して、バージという浮力体まで含めたユニットを扱うバージキャリアは、重量・体積的に貨物コンテナに劣っており陸上輸送との連携も悪いため、海上貨物輸送の主流にはなれなかった。

### 多用途貨物船

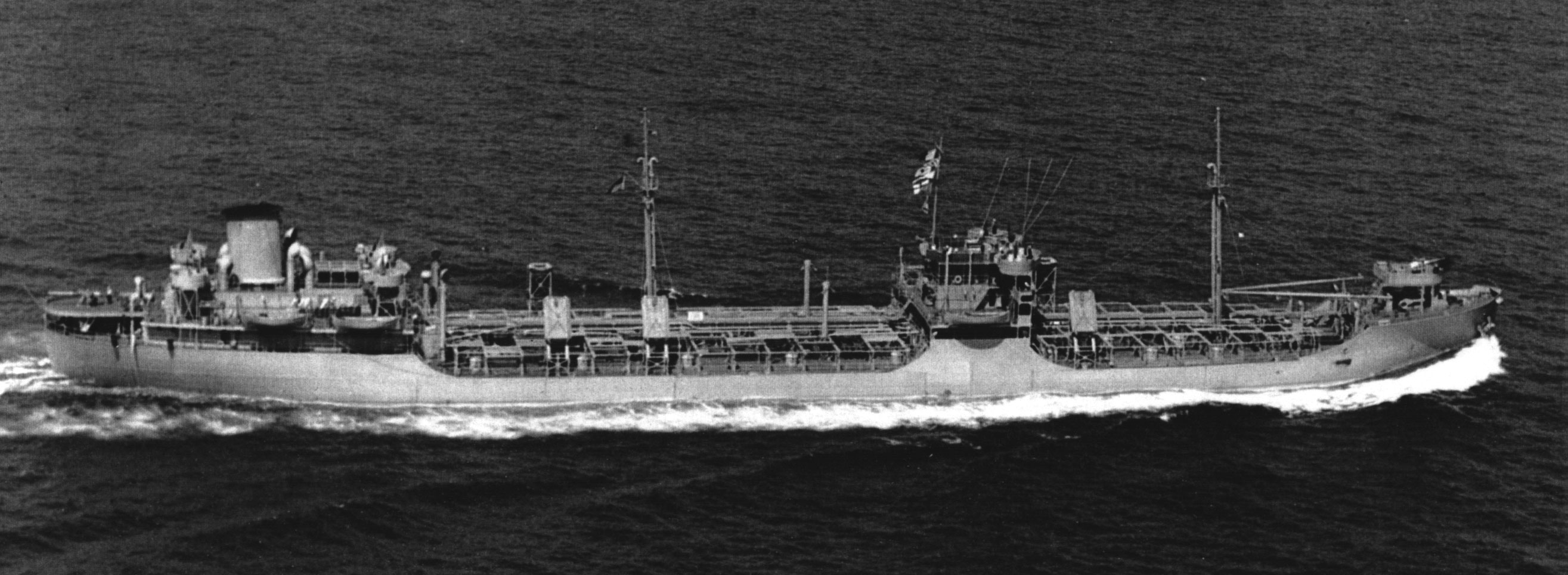
T2タンカー「ハットクリーク号」、こうしたタンカーがアメリカで第二次世界大戦中に500隻近く建造され、戦後余っていた

1970年代になると、それまで世界中で不定期貨物船として活躍してきた米国製「リバティ船」が大量に引退を始めたため、これに代わる新たな「多用途貨物船」が世界の造船メーカーで作られた。幅広の甲板ハッチを持ち、性能の良い荷役装置を備え、スクラップメタルやバルク（乾燥ばら積み）と共に貨物コンテナも積める多くの多用途貨物船が建造された。
貨物コンテナの利用が増えていく過程では、世界各地で独自の大きさ、規格の貨物コンテナが使用され互いの運用に支障が発生していた長い期間があり、ISOの場を中心とする標準化の努力によって徐々に規格が絞られ、21世紀初頭現在では国際的な海上物流で扱う貨物コンテナではほぼ標準化が済んだといえるが、今でも少ないながら独自規格のコンテナが外航貨物船で扱われている。

### コンテナ化による貨物船の大型化
貨物船は大型化によって運送効率が向上するが、定期貨物船は大型化によって荷役に何日も掛かるようになり効率が悪化するため、規模拡大に制限があった。1960年代では、油槽船が20万トンを越える大型船が登場するようになっても、定期貨物船は1万数千トンどまりであった。
コンテナの使用によって定期貨物船の荷役が迅速化されたため、定期貨物船も規模の経済を追求できるようになり、コンテナを多数搭載する超大型の貨物船が登場した。初期には従来型の定期貨物船の船倉や甲板にコンテナを並べるだけであったが、やがて、一般貨物の船倉とは別に、コンテナを並べる専用の区画を備えるセミ・コンテナ船が現れた。主要な港での荷役設備もコンテナ専用のガントリークレーンが備えられ、それに伴って一般貨物を扱わず、コンテナだけを専門に運搬するコンテナ船、フル・コンテナ船（フルコン船）が登場した。

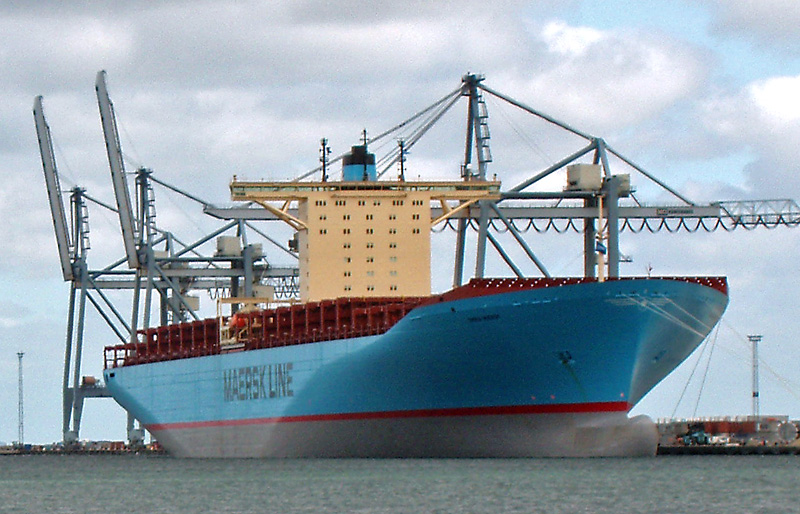
2006年建造当時世界最大級のコンテナ船であったエマ・マースク。大型化は年々進んでいる。

船会社はコンテナ1個あたりの運送コストを減らして運賃を抑え競争に勝つために、荷役効率の限度内で極力多くのコンテナを積める大型船を導入しようとしている。1980年代以後、パナマ運河を通過できるサイズ（パナマックス）より大きなオーバー・パナマックス船が登場したが、その後も巨大化が進み、2000年代には水深16mのスエズ運河を通れるぎりぎりの大きさ（スエズマックス：これまではタンカーの大きさの限度だった）に近いコンテナ船も現れた。スエズマックスは、コンテナ積載数14,000 TEU、最大積載量137,000 DWT（載貨重量トン）、船の全長400m、幅50m、喫水15m以内、速度25.5ノットの時に出力は85MW以上という基準だが、2006年に進水した世界最大のコンテナ船エマ・マースクはこのスペックにほぼ達している。
21世紀初頭の現在では、港にガントリークレーンが複数備えられて、これら3～5基のクレーンが同時に1隻のコンテナ船への荷役に使用できるようになると、大型コンテナ船での荷役効率が飛躍的に向上し、10万トンに達するような大型フルコン船も登場した。コンテナ船は様々な貨物を運ぶ目的で建造され、その大きさは、貨物船の中では原油を輸送するための超大型タンカーに次ぐものとなっている。

### コンテナ船の将来
スエズマックスの先には、一番浅いところで水深25mとなるマラッカ海峡を通ることのできるマラッカマックスという基準がある。マラッカマックスは、コンテナ積載量18,000TEU、最大積載量200,000 DWT、船の全長470m、幅60m、喫水20m以内、速度25.5ノットの時に出力は100MW以上となる。これ以上の大きさになると、スエズ運河もマラッカ海峡も通れないため世界のコンテナ航路の大規模再編が必要となる。
この規模を実現する大きな制約の1つだったエンジン出力は、デンマークの重機械企業 MAN B&W が製造した2サイクルのディーゼル・エンジン、MAN B&W K108ME-C の登場によってクリアされようとしている。最大の問題はこの出力を伝達することのできる直径10m、重さ130トンのプロペラを作ることのできる会社がないことである。また港での荷役に掛かる時間が長くなる、通ることのできる航路が限られるなど、スーパータンカーの大きさを制限しているのと同じ問題にコンテナ船も直面しようとしている。
大きなフルコン船での、甲板上に高く積まれたコンテナによる視界不良と前からの波浪を防ぐために、船橋は船首部に配置が検討される。これにより、船首船橋直後から後部までコンテナ・クレーンのジブの上げ下げなしで動けることになる。またハッチレス船の導入がますます進むほか、事故発生時の環境に与える影響に配慮して、二重船殻の内側に燃料タンクを備えるようになる可能性もある。
21世紀初頭近年の燃料高騰が今後も続けば、巨大化するフルコン船に搭載されるエンジンは、ますます低燃費な物が求められ、おそらく高馬力での高速航行へは戻らないと思われる。

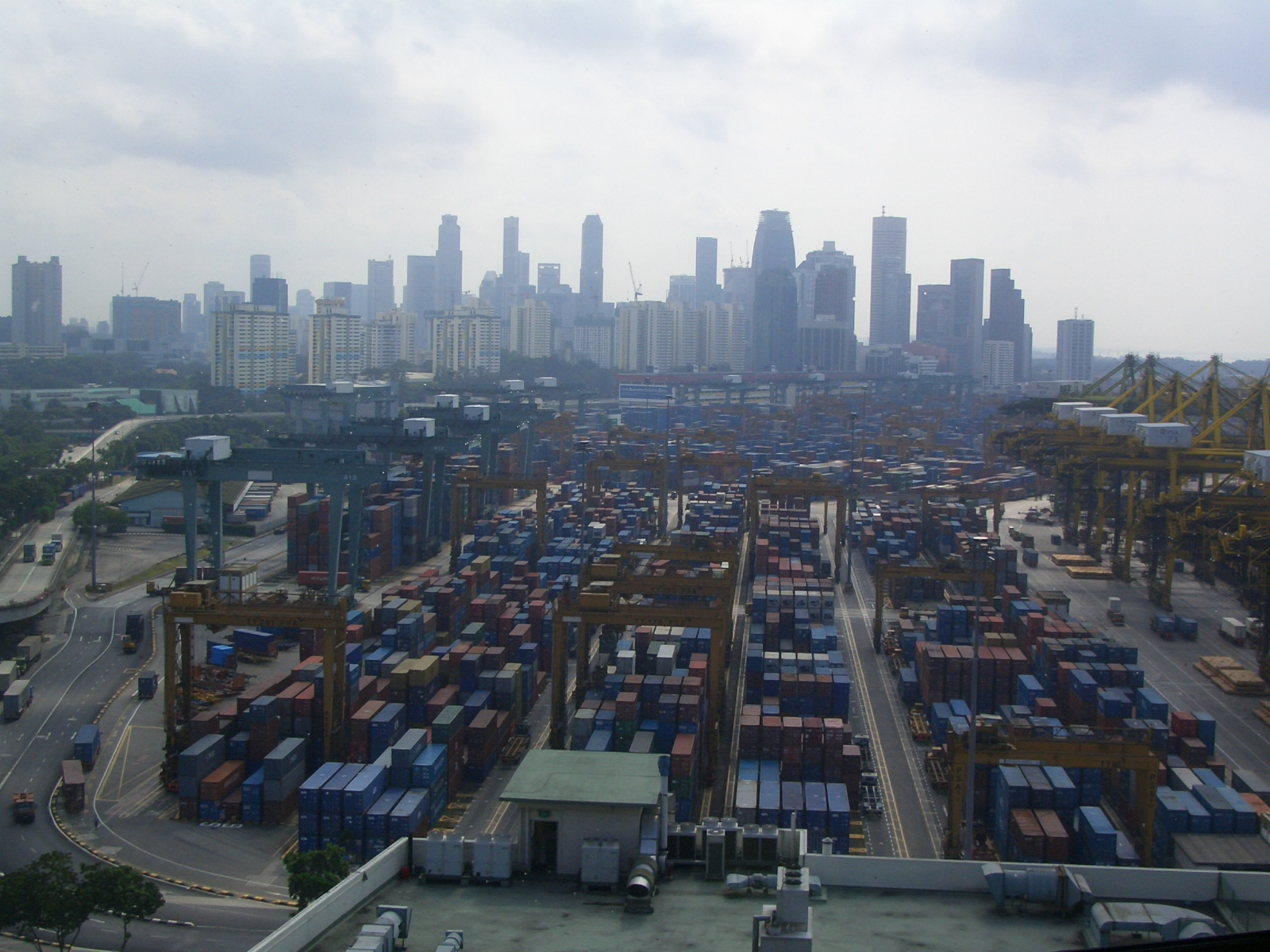
ケッペル港のコンテナ・ターミナル。シンガポール
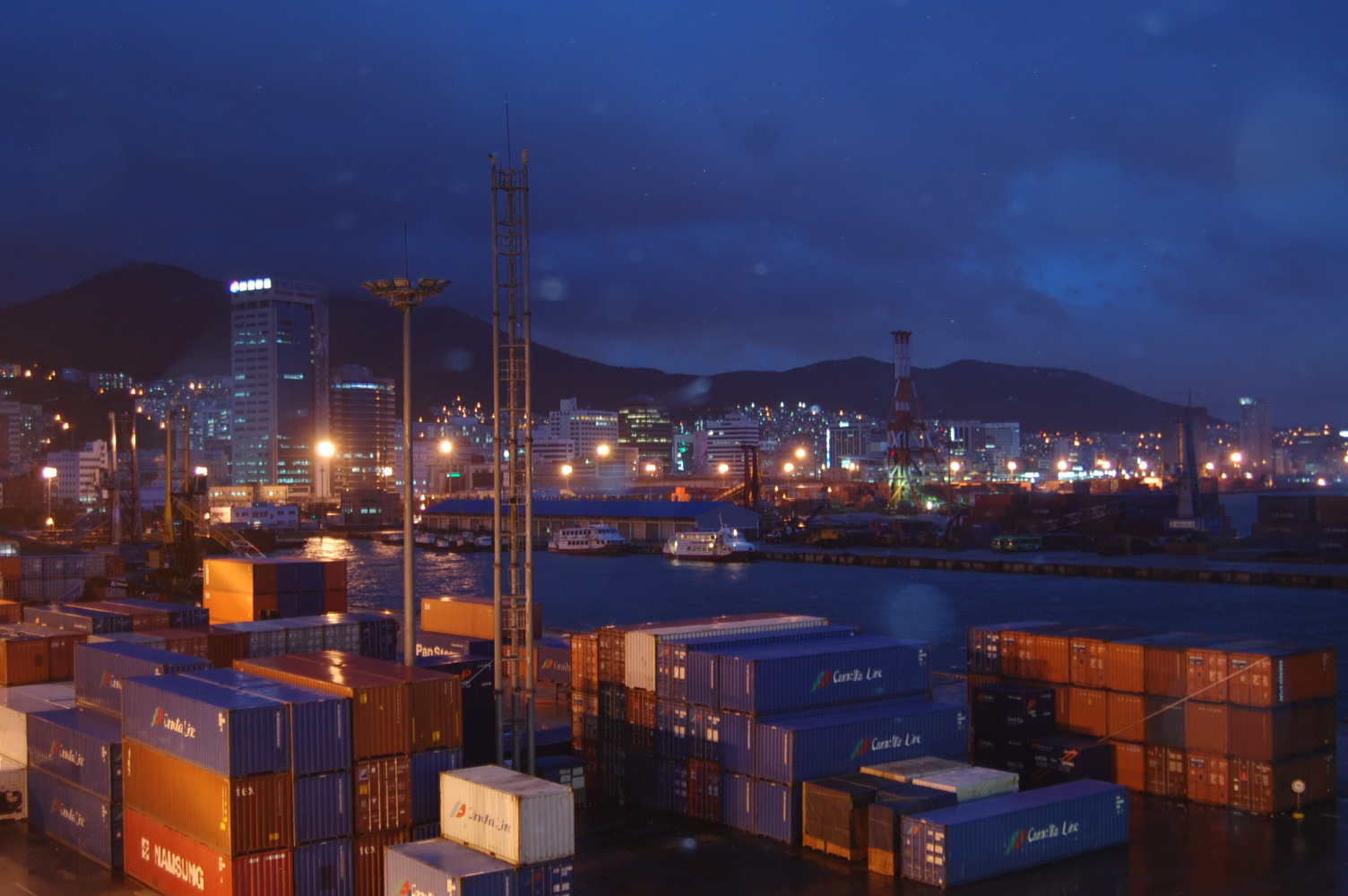
韓国の釜山港で待機中のコンテナ

## 現代のコンテナ船

### 分類
コンテナ輸送専用船をフルコンテナー、在来の貨物船の形態とコンテナ設備を併設するものはセミコンテナーという。貨物コンテナと他の一般貨物を混載する混載貨物船には、貨物コンテナ専用の船艙を持つ「分載型」と、専用の船艙を持たずに同一スペースを共用して搭載する「混載型」がある。
冷凍コンテナへの給電設備が多くの船に備わっており、一部の船では水冷の配管設備を船艙深部にまで備えている。また、冷凍ユニットの運転状況を監視する装置が備わっている船もある。

### 輸送と荷役

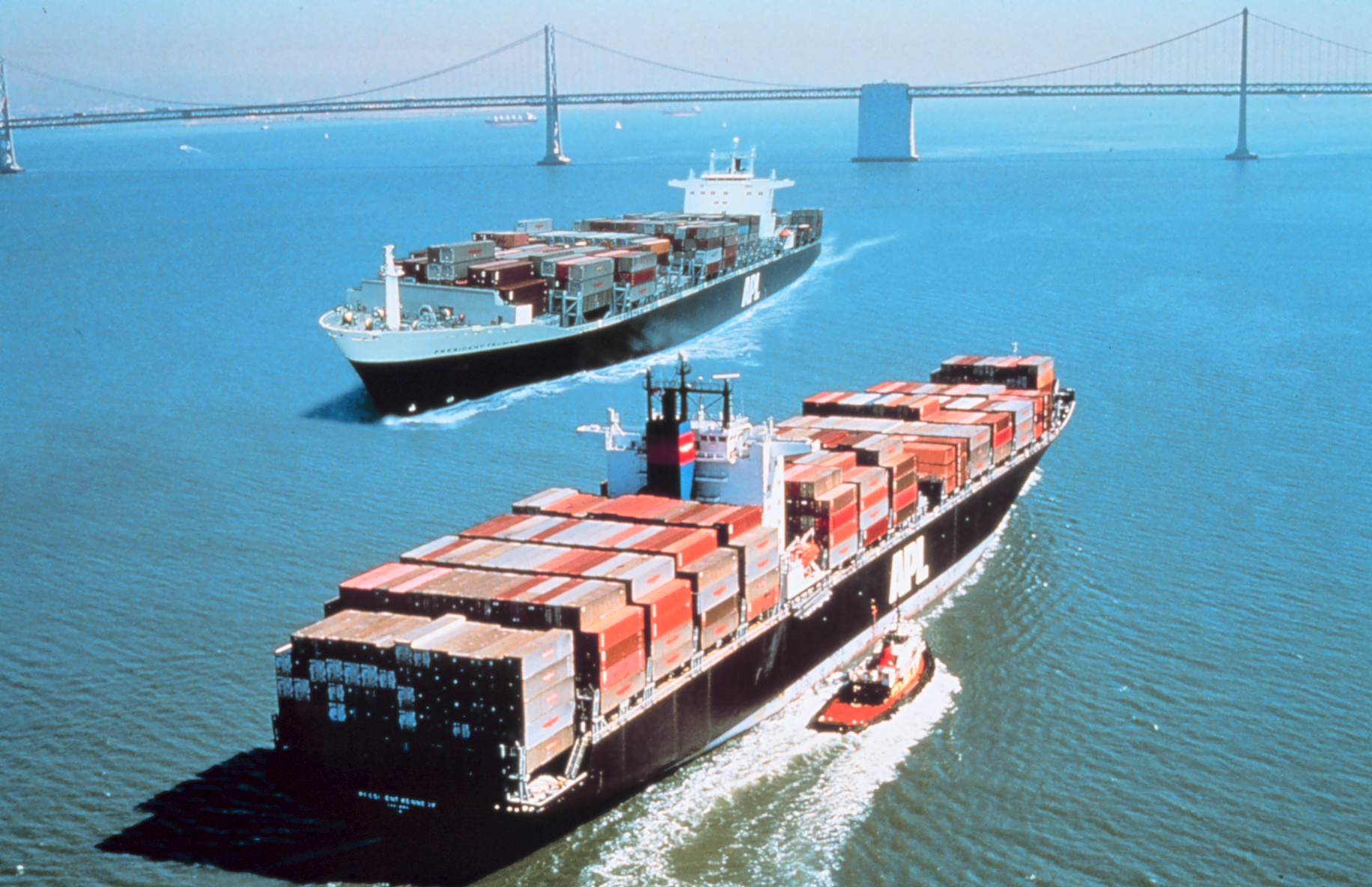
アメリカン・プレジデント・ラインズのコンテナ船

コンテナは規格化されているため、天候に関係なく機械化された荷役が可能で、積付や陸揚もコンピュータで迅速に行うことができる。
コンテナ船は国際間の貨物輸送の主要な輸送手段として、日用品、工業製品、精密機器、加工済み食品、製材済みの木材や金属インゴットのような原材料などドライカーゴと呼ばれる物のほとんどを運んでいる。冷凍食品も冷凍コンテナによって運搬される。
コンテナ船での輸送に不適なものに、ばら積みやタンク輸送に適した貨物や、高速・短時間で運搬しなければならないものがある。
- ばら積み貨物:鉱石、石炭、穀物などは、それぞれ鉱石運搬船、石炭運搬船、穀物運搬船等の専用運搬船、またはそれらの共用運搬船といったばら積み貨物船で運ばれる。
- 石油類やLNG、LPG：それぞれ専用のタンカー（油槽船）で運ばれる。
- 高い鮮度が求められる生鮮食料品や高額な半導体製品、航空郵便物は航空貨物として運ばれる。

### TEU
コンテナ船の積載能力はTEUという単位で表現され、ISOによって規格化され海運業界の標準となっている20フィートコンテナの1個分に相当する。例えば 4,000TEUであれば、20フィートコンテナを4,000個積める大きさの船ということになる。

### 航路

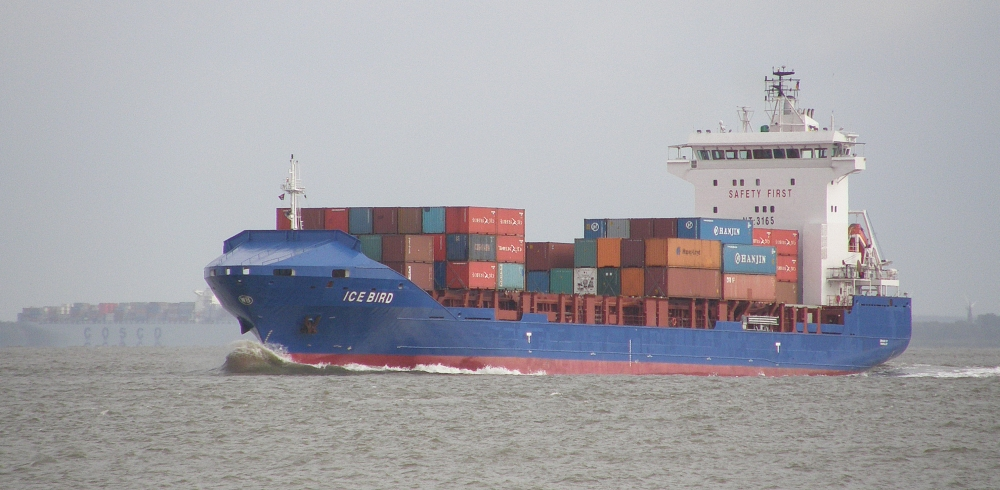
フィーダー航路を行くフィーダー船。大型コンテナ船と比べると小さい

コンテナ船には、設備が整った世界各地の基幹港湾（ハブ港）だけを結び深い海路を進む大型船と、ハブ港から地方港湾を結ぶフィーダー路線を進む小型船フィーダー船とがある。
世界の大型ハブ港湾にはロッテルダム、コペンハーゲン、シアトル、オークランド、ロサンゼルス、シンガポール、香港、上海、高雄、釜山などがあり、日本の地方港湾は釜山や上海からの支線が延びるフィーダー港湾に当たる。
世界各国の代表的な港湾や、横浜港や神戸港など日本のスーパー中枢港湾は、超大型コンテナ船が立ち寄るハブ港から外されないよう、大型投資や制度改善、国内外の集荷力強化などを進めている。

### 港別のコンテナ取扱量

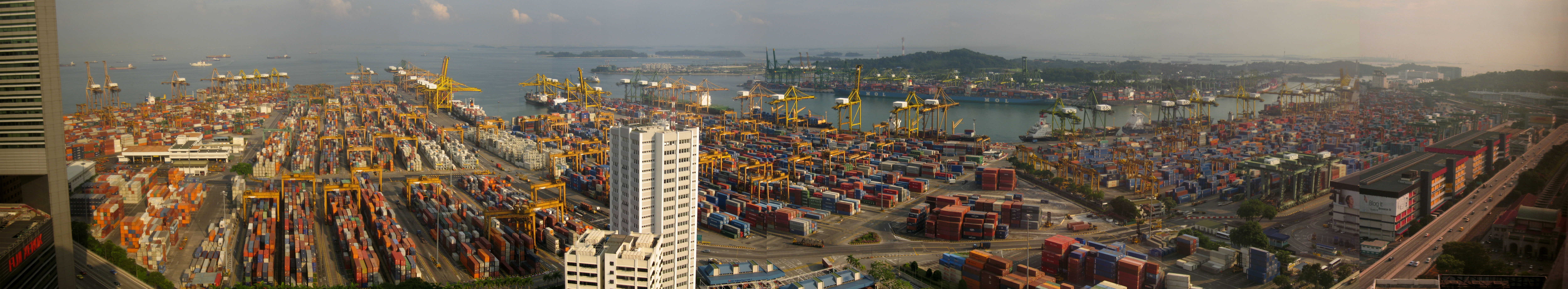
シンガポール港のコンテナターミナル。

世界の海上貨物コンテナの取扱量を港湾ごとに見ると、2008年の統計では中国の港が20位までに8港も入っている。上位の8位まではすべてアジアの港である。日本の港は2008年で東京が24位で横浜が30位となっている。1970年代は神戸とロッテルダムが世界のトップであったことを考えれば、産業構造の変化が進んでいることがわかる。中国でも、特に上海港の伸びが著しく、後背地での生産や消費の激増と洋山深水港の開港などにより取扱量が増え、シンガポールや香港を抜いて1位となった。例えば、1995年は香港1254TEU、シンガポール1185TEU、ロッテルダム479TEUであったが、2013年は上海3362TEU、シンガポール3224TEU、深圳2328TEUだった。
| 世界の主要コンテナ港湾トップ20（2016年） |             |                                |                            |                     |        |
| 2016年 順位                              | 2015年 順位 | 港湾名                         | 国                         | 取扱量 単位:百万TEU | 増減率 |
| 1                                        | 1           | 上海                           | 中華人民共和国             | 37.13               | 1.6 %  |
| 2                                        | 2           | シンガポール                   | シンガポール               | 30.90               | -0.1 % |
| 3                                        | 3           | 深圳                           | 中華人民共和国             | 23.97               | -1.0 % |
| 4                                        | 4           | 寧波舟山                       | 中華人民共和国             | 21.60               | 4.7 %  |
| 5                                        | 6           | 釜山                           | 大韓民国                   | 19.85               | 2.1 %  |
| 6                                        | 5           | 香港                           | 香港（中華人民共和国）     | 19.81               | -1.3 % |
| 7                                        | 8           | 広州                           | 中華人民共和国             | 18.85               | 9.5 %  |
| 8                                        | 7           | 青島                           | 中華人民共和国             | 18.01               | 3.1 %  |
| 9                                        | 7           | ジュベル・アリ                 | ドバイ（アラブ首長国連邦） | 15.73               | 0.8 %  |
| 10                                       | 10          | 天津                           | 中華人民共和国             | 14.49               | 2.7 %  |
| 11                                       | 12          | ポート・クラン                 | マレーシア                 | 13.20               | 11.0 % |
| 12                                       | 11          | ロッテルダム                   | オランダ                   | 12.38               | 1.2 %  |
| 13                                       | 14          | 高雄                           | 台湾（中華民国）           | 10.46               | 1.9 %  |
| 14                                       | 13          | アントワープ                   | ベルギー                   | 10.04               | 4.0 %  |
| 15                                       | 15          | 大連                           | 中華人民共和国             | 9.61                | 1.7 %  |
| 16                                       | 16          | 厦門                           | 中華人民共和国             | 9.61                | 4.7 %  |
| 17                                       | 18          | ハンブルク                     | ドイツ                     | 8.91                | 1.0 %  |
| 18                                       | 19          | ロサンゼルス                   | アメリカ合衆国             | 8.86                | 8.6 %  |
| 19                                       | 17          | タンジュンペラパス             | マレーシア                 | 8.28                | -9.0 % |
| 20                                       | 20          | 京浜（東京港・横浜港・川崎港） | 日本                       | 7.61                | 1.2 %  |

## 現代の構造
大型コンテナ船の設計においては以下の点が留意される。
- 高速航行性と耐航性を備える船型の開発・設計
- 上甲板の大開口と船体強度の確保
- 積付けの迅速性

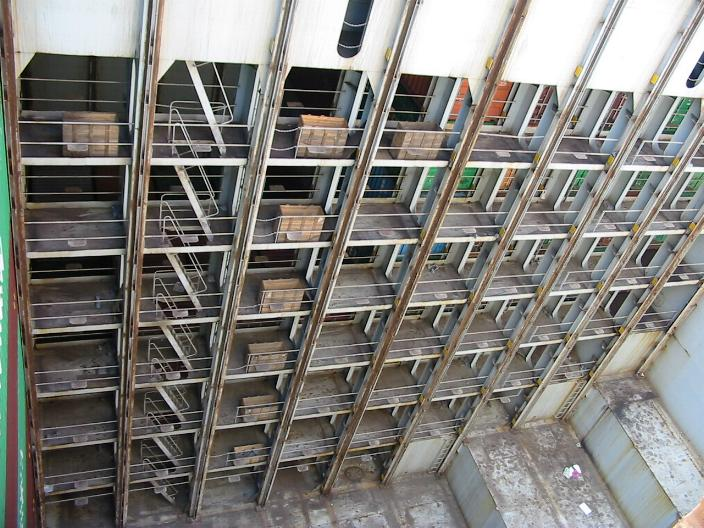
コンテナ船の船艙を見下ろしたところ。コンテナが左右にずれない様にするためのセルガイドという鋼鉄製の枠が走っている
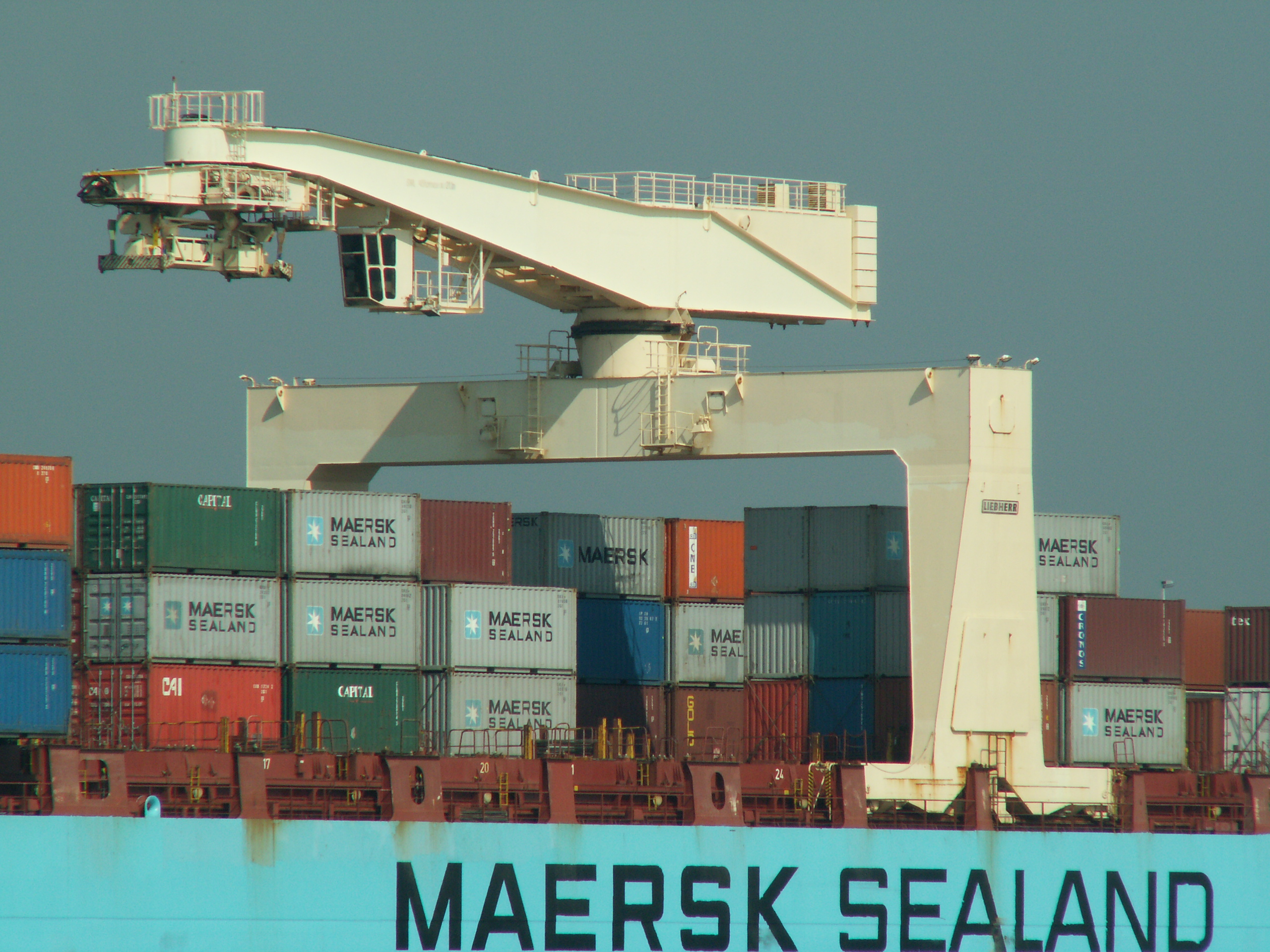
ガントリークレーン等がない港でも荷役出来る、船上に備え付けられた門形クレーン。
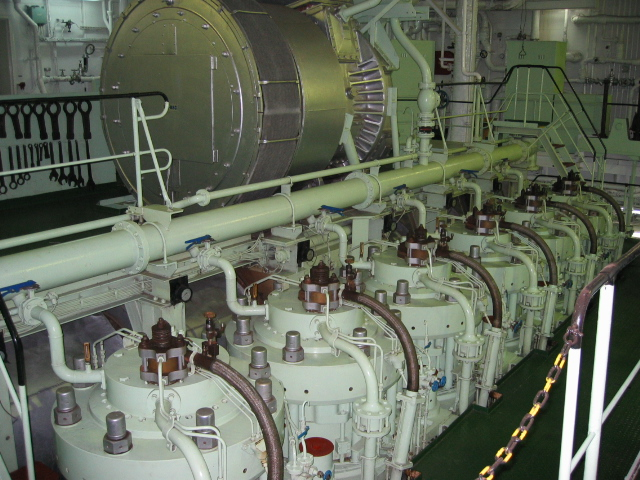
コンテナ船のメインエンジン

### セル構造
ほとんどのフル・コンテナ船や多くのセミ・コンテナ船では、貨物コンテナの搭載にセル構造をとっており、船体の動揺時のコンテナ保持と荷役作業の効率化のために、コンテナ四隅の位置にセル・ガイドと呼ばれる垂直レールを備えてコンテナを横方向に動かないよう固定する構造がとられている。レールの最上部にはエントリー・ガイドと呼ばれる斜体が付いていてガントリークレーンなどを使った搭載時に容易にはめ込めるようになっている。この構造全体がセル（Cell）構造やセルラー（Cellular）構造と呼ばれ、セル構造を持つ船倉はセルラー・ホールド（Cellar Hold）と呼ばれる。

### クレーン
比較的大きなコンテナ船やフル・コンテナ船では、場所や重量の節約のために船上に荷役機器（クレーンなど）を備えない船が多く、コンテナの積み卸しは、埠頭に設置されているコンテナ専用のガントリー・クレーンで行う場合が多い。しかし、2,900 TEU以下の比較的小さなコンテナ船では、揚荷施設の未整備な港での積み下ろしなどのために自らクレーンを備えている傾向がある。

### ハッチカバー
大型セルコン船では、ハッチを閉じるハッチカバーは、旧型船では油圧駆動のヒンジ式等が使われていたが、21世紀の現在はポンツーン型で岸壁のクレーンによって開閉するようになっている。鋼製のポンツーン型ハッチカバーも最初はゴムガスケットで水密が考慮されていたが、貨物がコンテナだけなので現在では船首の1番ハッチ以外は特にガスケットは付けられない場合が多い。また、ハッチの固定締め付けも、その上に積載されるコンテナ重量とコンテナの固縛で押さえられるためにほとんどの船で省かれている。

### ラッシング・ブリッジ
ギャングと呼ばれるコンテナの固縛作業やその解除を行う専門作業チームがラッシング作業を安全・迅速に行えるように上甲板上のコンテナ間に足場となるラッシング・ブリッジを持つ大型フルコンテナ船が登場している。また、ラッシングに加えて、従来船艙内だけだったセルガイドを上甲板上にまで伸ばしたセルガイド延長コンテナ船が登場している。このような設計ではハッチカバーそのものが無いため、海水や雨水が直接船倉内に侵入するので、排水装置が必要になり、消火設備も特に備えなければならない。船尾甲板上の係留作業用デッキの上にまで固定セル構造を備えた船もある。

### エンジン
コンテナ船はディーゼルエンジンでスクリュー・プロペラを回して推進力を得ている。また乗組員は20人から40人である。
船橋、居住区画、機関室は小型船ではほとんどが船尾に配置されているアフト・エンジン形式であるが、1,000 TEUを越えるフルコン船では船尾に近い船長の1/4-1/3程の位置に配置したセミアフト・エンジン形式が多くなる。
オイルショックにより原油価格が高騰した後、21世紀初頭の現在でも燃費優先の推進機関が選択されており、大きな船ほどより大きく低速で回転するディーゼル・エンジンを1軸直結の1軸推進器で駆動している。
口径1m近いシリンダーを100回転／分程度で回転させて、12気筒そろえて合計10万馬力程度のターボ過給のディーゼル・エンジンが大型コンテナ船で標準的に採用されている。船体が大型であると同時に、一般に船速が25ノット程度と一般商船の中では最速の部類であり、そのためタンカーなどと比べても大型の主機を搭載している。

### 減揺装置
横揺れによるコンテナの荷崩れを防止するために、アクティブな減揺装置としてフィン・スタビライザー、パッシブな減揺装置として減揺水槽（アンチローリング・タンク）、を持つ船が現れている。

### 構造リスク
船体構造としては上部甲板を含めて甲板と呼べる部分をほとんど持たないセル構造の大型フルコン船では、元々構造的な弱さを持っている。高波浪下で満載航行時には強い縦曲げモーメントを受けるため、十分な縦強度が求められるが、船艙内コンテナ積付け横列数を増やすためにハッチ間の縦通材を廃止したり、舷側二重構造の幅を狭めたりと年を経るに従い、強度面からは厳しい設計を行っている。もちろん、両舷にほんの少し残された甲板やハッチコーミング部とその周囲の部材、最上部の舷側板には5,000 TEUを越えるポストパナマックス船で50mm前後の高張力鋼を使い、10,000 TEUクラスの船では70mm程度にする、両舷上端をボックスガーダーとするなどの縦強度不足を補う設計が行われているが、強度面からは厳しいものとなっている。
21世紀初頭現在の巨大なフルコン船は船艙内に搭載するものとほぼ同数の貨物コンテナを甲板上に並べており、重心が高く（パナマックス船で復原性能B/D比：1.35）、風を受ける面積が大きい。船艙ハッチレス・フルコン船は船艙が完全に上に対して開放されており、船体上部からの雨水以外の水の浸入に対して全く考慮されていない。

### 事故リスク
2017年に登場した最新のコンテナ船は、21,000 TEUという桁外れに大きなものが登場してきているが、この場合一隻の積む貨物の総額は数億USドルにも達することがある。こうした大型船が絶えず世界の海を航行しているため（常時、500万から600万個のコンテナが海を行き交っている）それに伴うリスクも非常に大きい。
リスクの中には荷役に関わるものもある。コンテナ積載時に税関へ提出するマニフェスト（積荷目録）以外に、コンテナの中身を知る手段はない。それぞれの船が非常に大量に、行き先の違うコンテナを積んでいるため、コンテナの荷役の際は紛失や積み間違いが起こらないよう細心の注意を要する。またコンテナを積みおろしするガントリークレーンは中身を守るためにできるだけコンテナを揺らさないようにしなければならない。安全に、しかも効率的に積み下ろしをするためには、クレーンのオペレーターには熟練した作業員を当てる必要がある。またコンテナ埠頭やコンテナ船の甲板上で働く作業員は、トレーラーやコンテナ荷役機械などの大型車や、コンテナを積む際のバランスや転落、コンテナの下敷きなどに注意しなければならない。
海上では暴風雨がコンテナ船を襲い、甲板上のコンテナを波で奪い去ってしまう危険がある。1個でも流されれば大きな損失となる。またコンテナ内の高価な商品は海賊たちの標的になりうる。マラッカ海峡やインドネシアなどでは海賊が脅威となっている。コンテナは禁制品（武器、麻薬など）の密輸や密航者の入国に使われることもある。

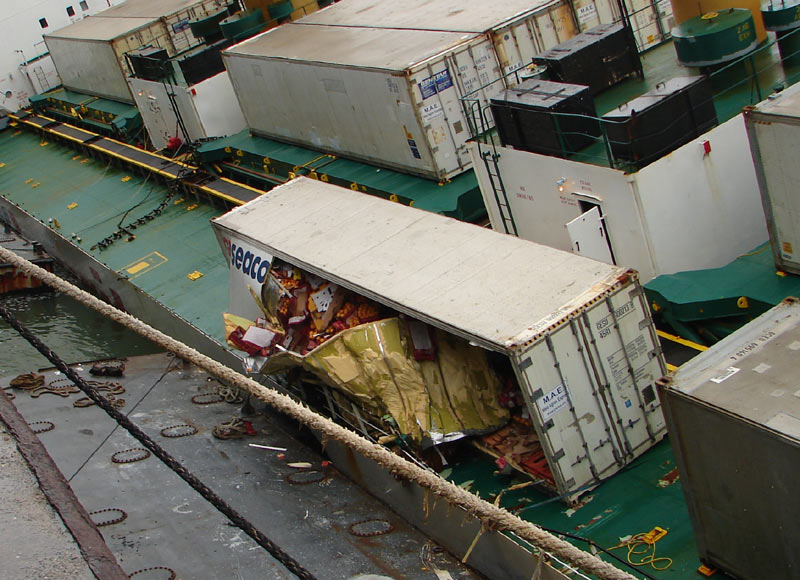
作業に失敗し破損したコンテナ
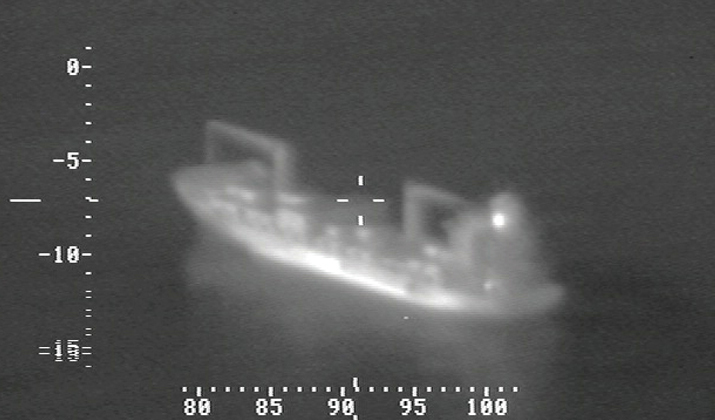
2009年のマースク・アラバマ号乗っ取り事件では海賊の被害を受けた
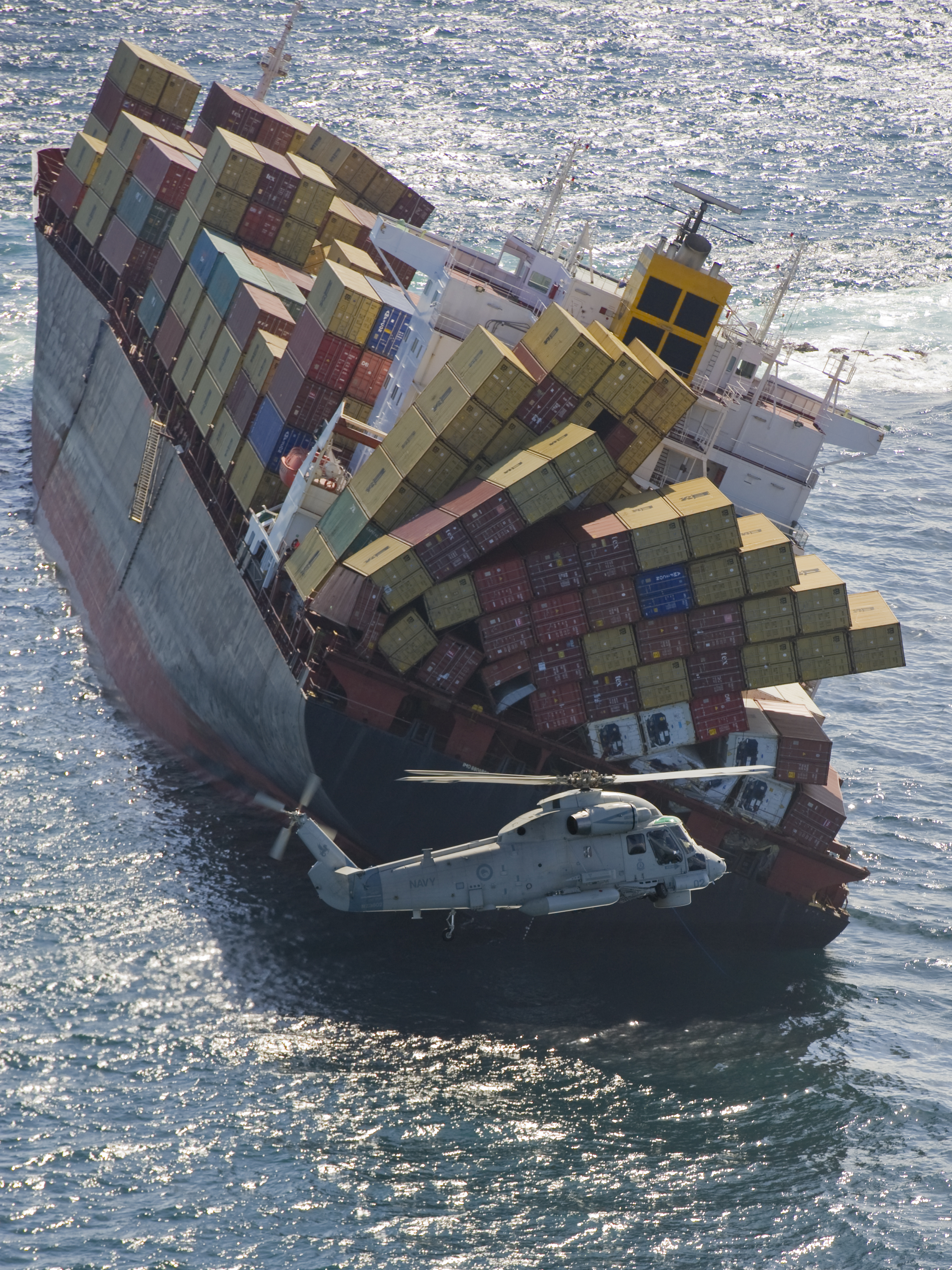
2011年10月、ニュージーランドのタウランガ沖で座礁し荷崩れと油流出を起こしたギリシャのコンテナ船「MV レナ（英語版）」。船上で燃料油の抜き取りとコンテナ撤去が行われたが、船体は亀裂が入っており、最終的には2つに裂けて沈没した

### コンテナの荷役

#### 荷役の流れ

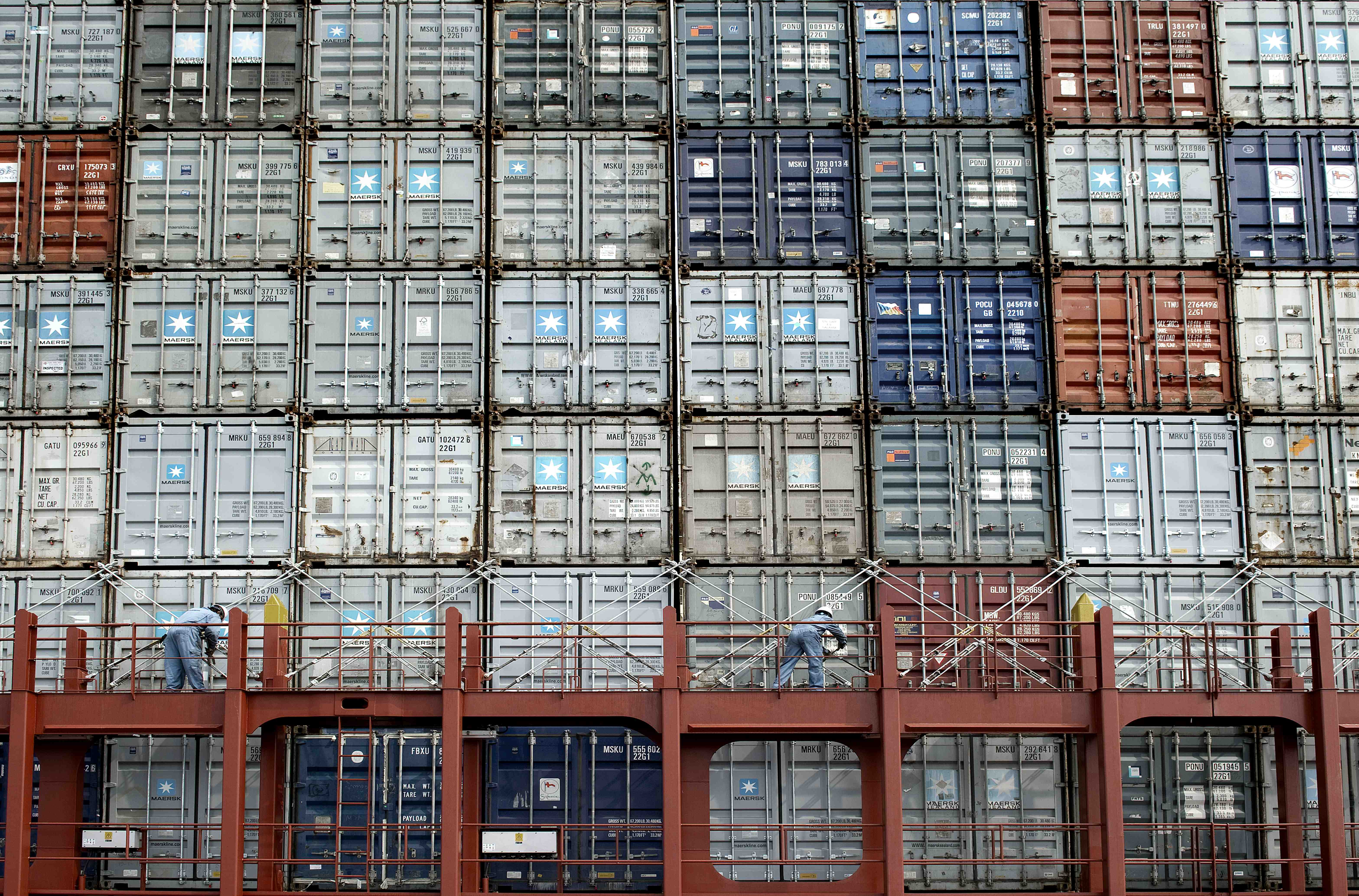
ラッシング・ブリッジにギャングの2人が立っている。甲板上のコンテナは鉄製のバーやターンバックルで固定する。

以下は一般的な荷役を時系列に並べたものであるが、港によって多少異なる。
1. コンテナターミナルに搬入されたコンテナは、大きさ、種別、向け地別に大まかに分類され、仮置きされる。
2. 船積みするコンテナごとの種類・向け地・重量などのデータを細かく計算し、本船への積付けプランを作成する。この重要な作業を行う者をプランナーと呼ぶ。
3. 積付けが決まったら、電話やFAX又は本船が他港に停泊中であればその港の船内荷役会社（ステベ）を通して一等航海士と事前に打ち合わせをし、変更点があれば修正する。これはコンテナ船のスケジュールが分刻みで定められており、荷役当日のトラブルを極力回避するためである。またコンテナヤードではスムーズに船積みできるよう、積みつけプランに基づき仮置きされたコンテナの配置替えを行う。
4. 本船が着岸すると作業員は速やかに乗り込み、当該箇所のコンテナ固定器具を解除して船卸しの用意に取りかかる。同時に荷役責任者は一等航海士とプランの最終確認および出港時刻などの打ち合わせを行う。この荷役責任者のことをフォアマンとよぶ。
5. 荷役は通常、船卸しから始められる。岸壁では次々と揚がってくるコンテナの番号、シール番号と外装を検数員がマニフェスト（Manifest、積荷目録）に基づくデータと対査し、問題がなければ専用シャーシに乗せられトレーラーヘッドに引かれてコンテナヤードに搬入される。
6. ヤード内ではストラドル・キャリアやトランステナーなどの荷役機器によって段積みで蔵置される。また冷凍コンテナや危険品は専用の区画へ蔵置される。
7. 船積みは船卸しと逆の要領である。ヤード内から船側（せんそく）に運ばれたコンテナは、積付けプランに従って本船に積み込まれる。通常船艙にはセル・ガイドという横ずれ防止用の枠があるので特に強固に固定する必要はないが、上甲板上に積む際には上下のコンテナ同士を「ツイストロック」又は「オートロック」などの器具で固定するほか、1-3段目までのコンテナを「ラッシングバー」「ターンバックル」などの頑丈な器具で厳重に固定する。
8. 出港時刻は本船が着岸する前に既に決まっていることが多く、定められた時間までに荷役を終わらせて、本船は次の港へと出港していく。

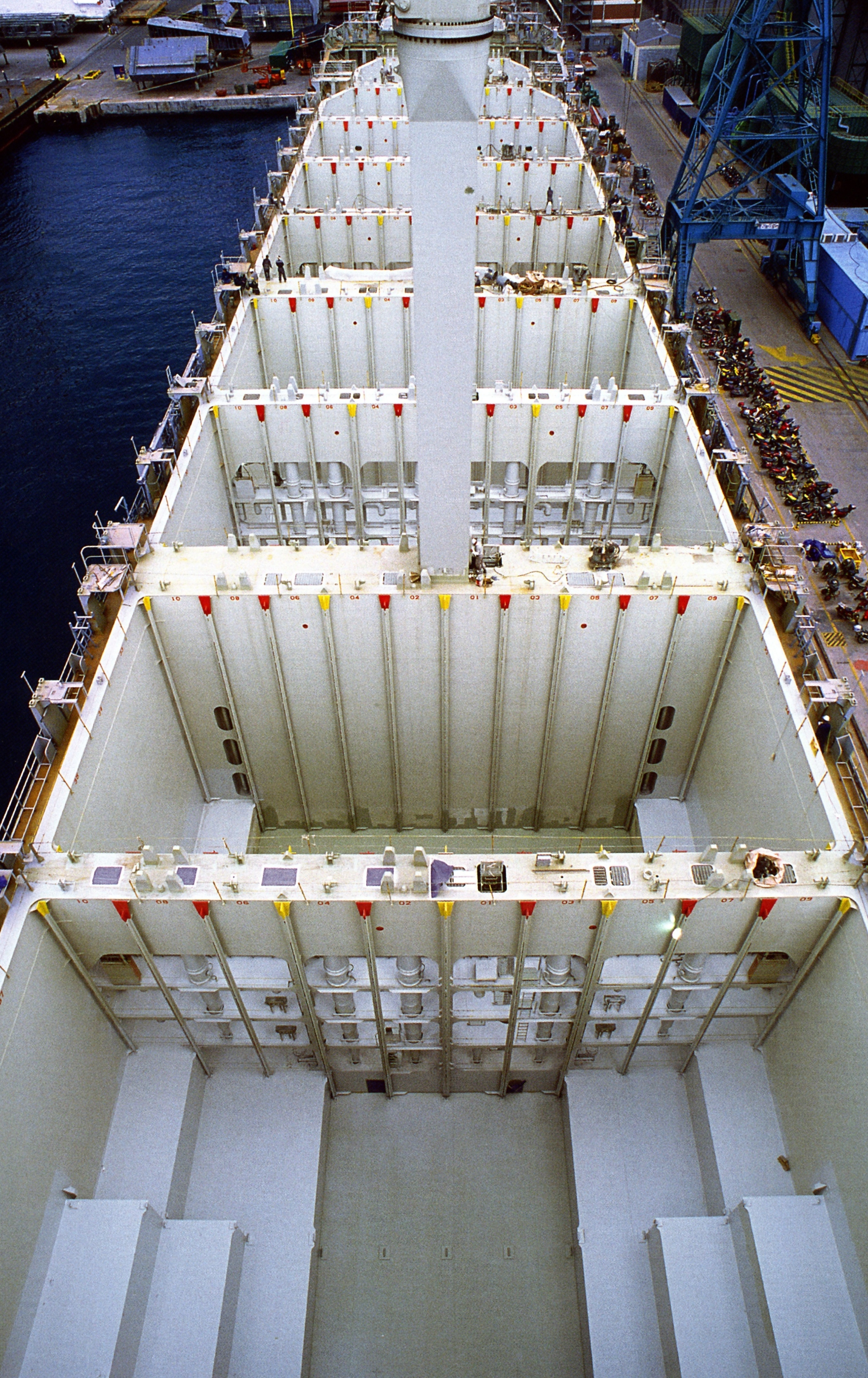
コンテナ船の内部
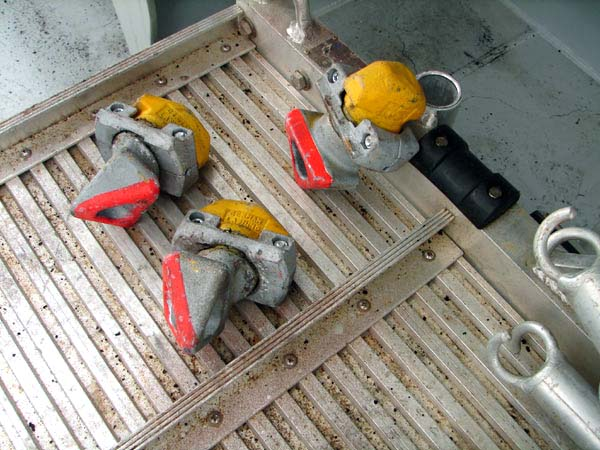
自動ツイストロック
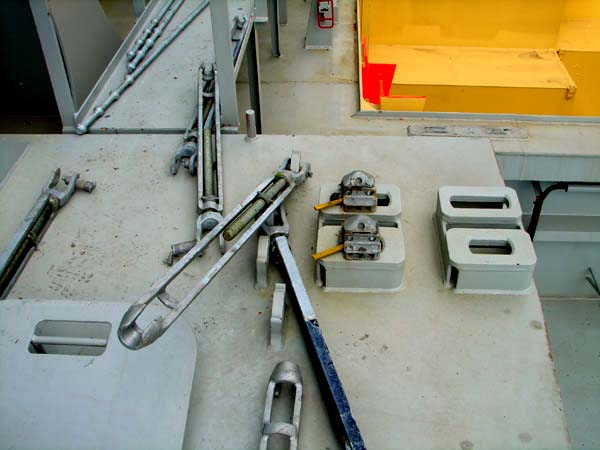
手動ツイストロック
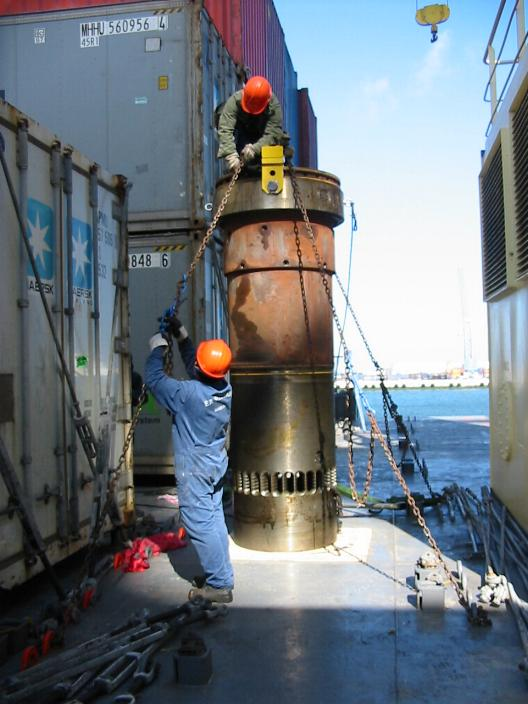
チェーンによるラッシング

#### 特殊な荷役

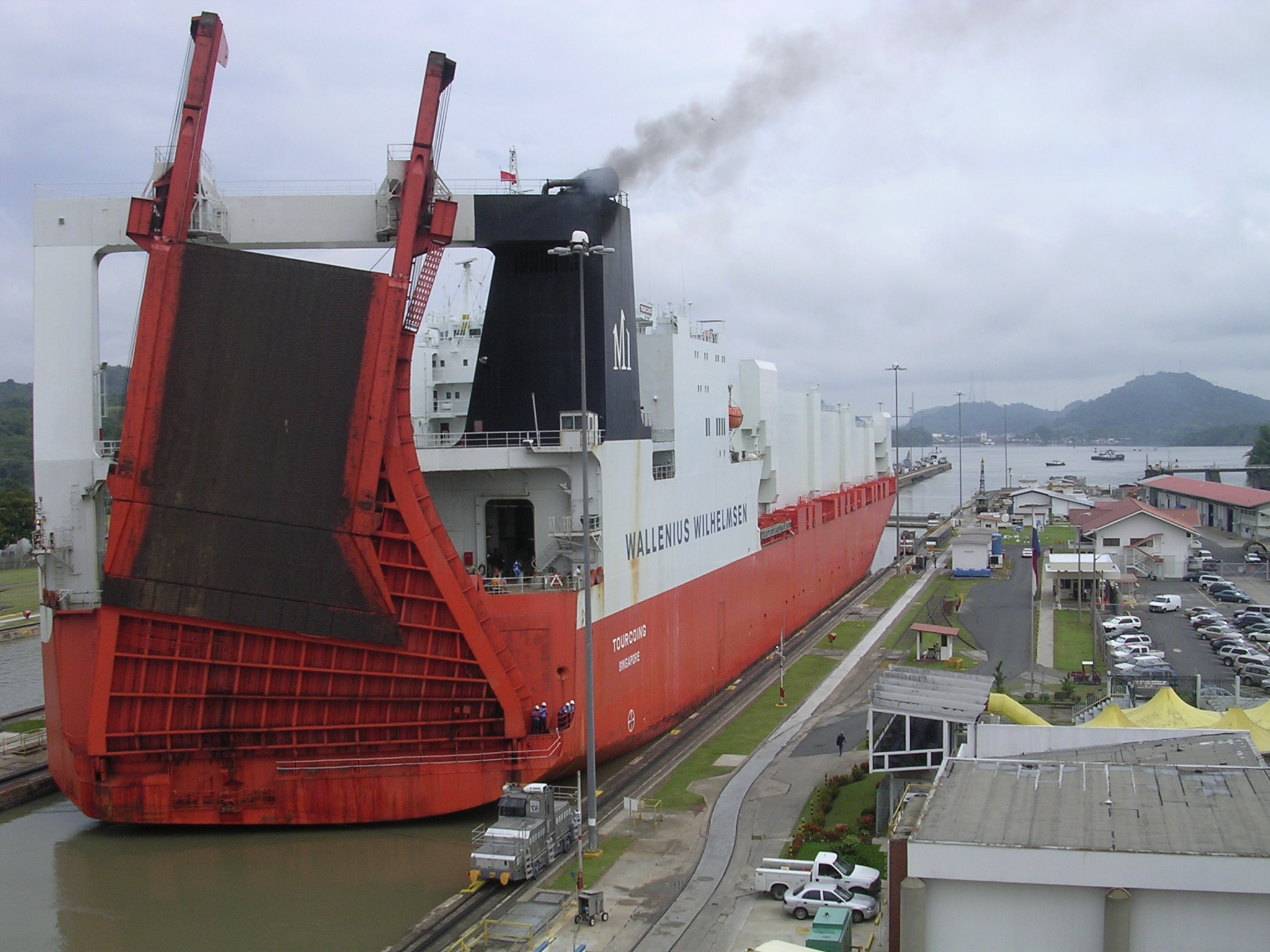
RO-RO船

コンテナ船の中にはRO-RO船というものもあり、フェリーのようなランプウェイを備えている。ランプウェイから貨物コンテナを積んだセミトレーラーが船内に入り、トレーラーヘッド（トラクタ）を切り離して後部のセミトレーラー部をそのまま積載するROトレーラ式とフォークリフトなどで積み替えるROコンテナ式がある。
RO-RO船は、コンテナ用クレーンを備えていない小規模港湾を結ぶ航路に投入されており、荷役の簡単さと早さからコンテナの末端輸送手段として使われている。

#### コンテナの固定

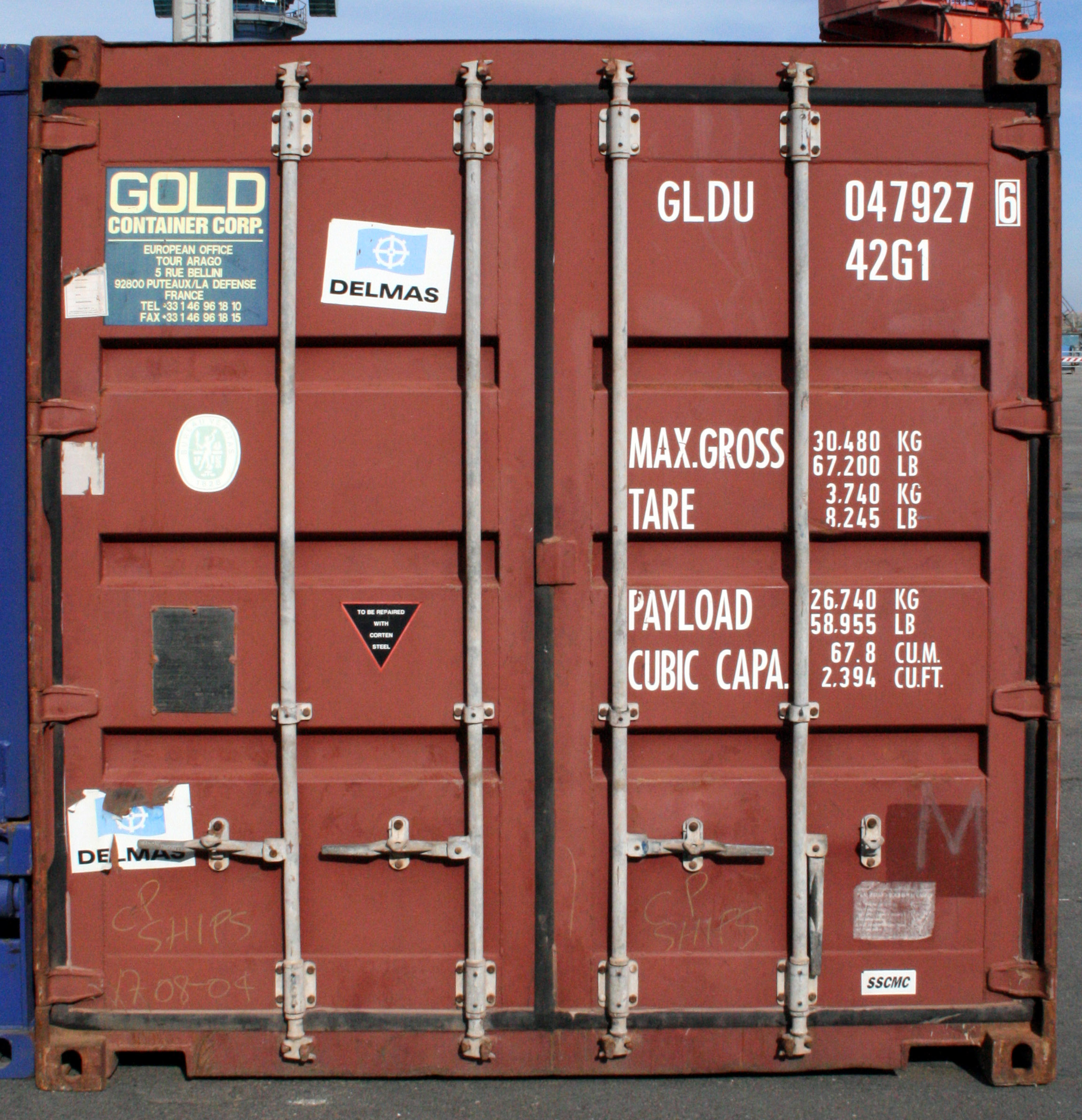
ドライコンテナ（扉面）
扉の右上にGLDUで始まるコンテナ番号(ISO 6346)が読み取れる。

21世紀初頭の現在では、大型フルコン船でコンテナを固定する場合で甲板に相当するポンツーンカバー（ハッチカバー）上の固定は、個々の貨物コンテナ間の上下の四隅を国際規格のツイストロックを挿入・固定した上で、1段-3段をまとめてX型に掛けたラッシング・ロッドによって甲板上に固定される。大型コンテナ船では1度に複数台のガントリー・クレーンを使って荷役を行うのでさらに荷役効率は高まり、このことがコンテナ船の大型化を可能にした。
20ftコンテナと40ftコンテナの数でいえばほぼ同数であるが、40ftコンテナの方が場所としては多くなる。また、今後も40フィートのものが増えることが予想されるためもあり、全ての船倉を40ftコンテナの搭載に設定しているフルコン船が増えている。これらの船で、20ftコンテナと40ftコンテナを同じ船倉に積付ける場合は、2個分の20ftコンテナの上に40ftコンテナを積んでいく。ただ積んだのでは、40ftコンテナの下の2個の20ftコンテナがジャックナイフのようにくの字にずれる恐れがあるため工夫が必要になる。船倉の底に取り外し可能な「スタッキングコーン」を20ftコンテナの位置に取り付けてその上に20ftコンテナを積んでいく。何段かの20ftコンテナすべての間は脱着式下向きスタッキングコーンでずれを防いでいる。その上の40ftコンテナはセルのレールで固定される。こういった工夫によって20の上に40を積む方法は、「ロッシアンストウェージ」と呼ばれる。

## 現代のコンテナ船に関連する企業

### 海運業界
海上輸送サービスを世界規模で提供するには莫大な費用が必要であった。この費用を節約して世界規模の海上輸送能力を獲得するため、近年、コンソーシアムやグローバルアライアンスといった船社間の提携が発生した。

#### 海運貨物市場

船の規模別コンテナ船チャーター料金（1TEU,1日あたりに換算）

コンテナ船舶研究会（1967年出版）によれば北大西洋での実験において、従来のばら積み貨物（個別荷役）方式の荷役費用は5隻を使って年間1億363万ドルに対し、同一量の貨物をコンテナ船で輸送する場合、3隻で148万ドルで済むと推算され、1隻の荷下ろし所要時間もコンテナ船が最短で12時間、最長で24時間であったが、ばら積み貨物方式は6日から14日を要し、港に停泊する時間を大幅に短縮することで港湾施設に対する負荷を軽減できた。必要とされる港湾荷役作業員も従来方式の150名から大幅に削減された25名と試算された。
貨物を運ぶために船を雇うことを用船契約（チャーター）という。国際連合貿易開発会議（UNCTAD）では、コンテナ船便の運賃の統計を取得している。
| 中国上海発の運賃 （米ドル/TEU） | 2009 | 2010 | 2011 | 2012 | 2013 | 2014 |
| ------------------------------- | ---- | ---- | ---- | ---- | ---- | ---- |
| 米国西海岸                      | 1372 | 2308 | 1667 | 2287 | 2033 | 1970 |
| 米国東海岸                      | 2367 | 3499 | 3008 | 3416 | 3290 | 3720 |
| 北欧                            | 1395 | 1789 | 881  | 1353 | 1084 | 1161 |
| 地中海                          | 1397 | 1739 | 973  | 1336 | 1151 | 1253 |
| 南米（サントス）                | 2429 | 2236 | 1483 | 1771 | 1380 | 1103 |
| 東アフリカ（ダーバン）          | 1495 | 1481 | 991  | 1047 | 805  | 760  |
| シンガポール                    |      | 318  | 210  | 256  | 231  | 233  |
| 東日本                          |      | 316  | 337  | 345  | 346  | 273  |

#### 海運貨物会社
| 順位 | 企業                                              | 本部             | 総TEU     | 船数 | 市場シェア | 脚注        | 海運 アライアンス |
| ---- | ------------------------------------------------- | ---------------- | --------- | ---- | ---------- | ----------- | ----------------- |
| 1    | Mediterranean Shipping Company (MSC)              | スイス/ イタリア | 4,339,852 | 663  | 17.1%      | [ 注釈 8 ]  | 2M                |
| 2    | Maersk                                            | デンマーク       | 4,245,962 | 729  | 16.7%      | [ 注釈 9 ]  | 2M                |
| 3    | CMA CGM                                           | フランス         | 3,261,052 | 578  | 12.8%      | [ 注釈 10 ] | Ocean Alliance    |
| 4    | 中国遠洋海運集団 (COSCO)                          | 中国             | 2,927,413 | 474  | 11.5%      | [ 注釈 11 ] | Ocean Alliance    |
| 5    | ハパックロイド                                    | ドイツ           | 1,742,598 | 247  | 6.9%       | [ 注釈 12 ] | THE Alliance      |
| 6    | オーシャン ネットワーク エクスプレス (ONE)        | 日本             | 1,515,708 | 207  | 6.0%       | [ 注釈 13 ] | THE Alliance      |
| 7    | 長栄海運 (Evergreen)                              | 台湾             | 1,504,564 | 200  | 5.9%       | [ 注釈 14 ] | Ocean Alliance    |
| 8    | HMM Co. Ltd.                                      | 韓国             | 820,320   | 76   | 3.2%       |             | THE Alliance      |
| 9    | 陽明海運 (Yang Ming)                              | 台湾             | 666,164   | 93   | 2.6%       |             | THE Alliance      |
| 10   | Zim Integrated Shipping Services                  | イスラエル       | 463,277   | 127  | 1.8%       |             |                   |
| 11   | 萬海航運 (Wan Hai)                                | 台湾             | 412,204   | 147  | 1.6%       |             |                   |
| 12   | パシフィック・インターナショナル・ ラインズ (PIL) | シンガポール     | 284,370   | 89   | 1.1%       | [ 注釈 15 ] |                   |
| 13   | 高麗海運 (KMTC)                                   | 韓国             | 156,995   | 68   | 0.6%       |             |                   |
| 14   | IRISL グループ                                    | イラン           | 149,042   | 32   | 0.6%       | [ 注釈 16 ] |                   |
| 15   | Unifeeder                                         | デンマーク       | 143,949   | 96   | 0.6%       |             |                   |
| 16   | エクスプレス・フィーダーズ                        | シンガポール     | 142,939   | 93   | 0.6%       | [ 注釈 17 ] |                   |
| 17   | Shandong International Transportation Corporation | 中国             | 142,650   | 97   | 0.6%       |             |                   |
| 18   | TS Lines                                          | 台湾             | 108,860   | 53   | 0.4%       |             |                   |
| 19   | Zhonggu Logistics Corporation                     | 中国             | 108,844   | 95   | 0.4%       |             |                   |
| 20   | Sinokor Merchant Marine                           | 韓国             | 107,003   | 74   | 0.4%       |             |                   |
| 21   | Antong Holdings (QASC)                            | 中国             | 91,934    | 95   | 0.4%       |             |                   |
| 22   | Sea Lead Shipping                                 | シンガポール     | 87,180    | 23   | 0.3%       |             |                   |
| 23   | China United Lines                                | 中国             | 85,253    | 32   | 0.3%       |             |                   |
| 24   | Regional Container Lines                          | タイ             | 73,133    | 40   | 0.3%       |             |                   |
| 25   | Matson                                            | アメリカ         | 68,563    | 29   | 0.3%       |             |                   |
| 26   | SM Line                                           | 韓国             | 65,277    | 13   | 0.3%       |             |                   |
| 27   | Global Feeder Shipping LLC                        | アラブ首長国連邦 | 62,390    | 20   | 0.2%       |             |                   |
| 28   | Emirates Shipping Line                            | アラブ首長国連邦 | 56,541    | 12   | 0.2%       |             |                   |
| 29   | Arkas Container Transport                         | トルコ           | 53,049    | 32   | 0.2%       |             |                   |
| 30   | Swire Shipping                                    | 中国             | 47,248    | 25   | 0.2%       |             |                   |

### 造船業界
7,000TEU以上の大型コンテナ船は、以下の造船所で建造されてきた。
- オーデンセ造船所（Odense Steel Shipyard）、デンマーク - 2012年に撤退
- HD現代重工業、韓国
- 大宇造船海洋、韓国
- 三星重工業、韓国
- 三菱重工業長崎造船所
- 今治造船 丸亀事業本部、西条工場、広島工場（旧幸陽船渠）[48]
- ジャパン マリンユナイテッド呉事業所（旧石川島播磨重工業、アイ・エイチ・アイ マリンユナイテッド）
- HJ重工業、フィリピン・スービック湾造船所[49]

#### コンテナ船の積載量
21世紀初頭、フルコン船が大きくなり船腹が広がって搭載貨物コンテナが横22列のものが登場したが、港でコンテナ荷役を行うクレーンが未整備であるため港での制約が生まれている。2010年代後半には、20000TEU級のメガコンテナ船が登場。今治造船丸亀工場などでも建造されているが、2019年現在、日本に着岸できる港はなく海外航路で使われている。

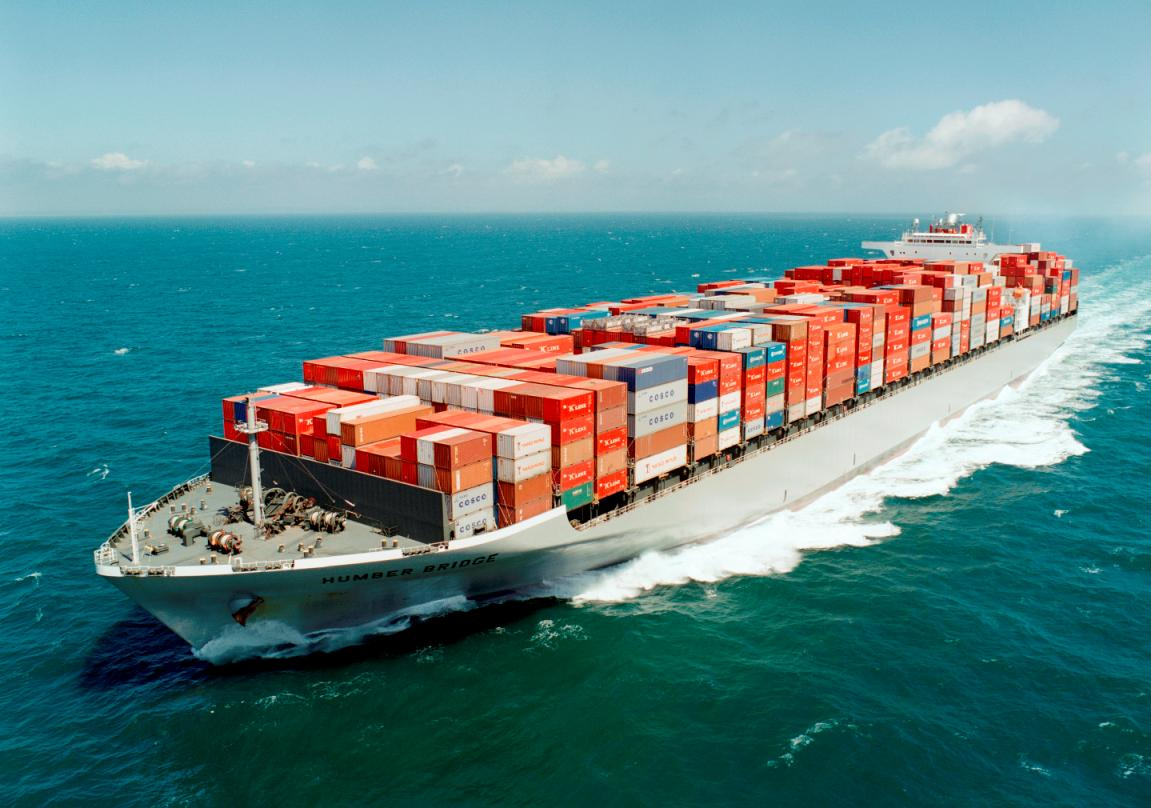
超8000TEU型として2006年10月31日アイ・エイチ・アイ マリンユナイテッド呉工場で竣工した大型コンテナ船ハンバー・ブリッジ。
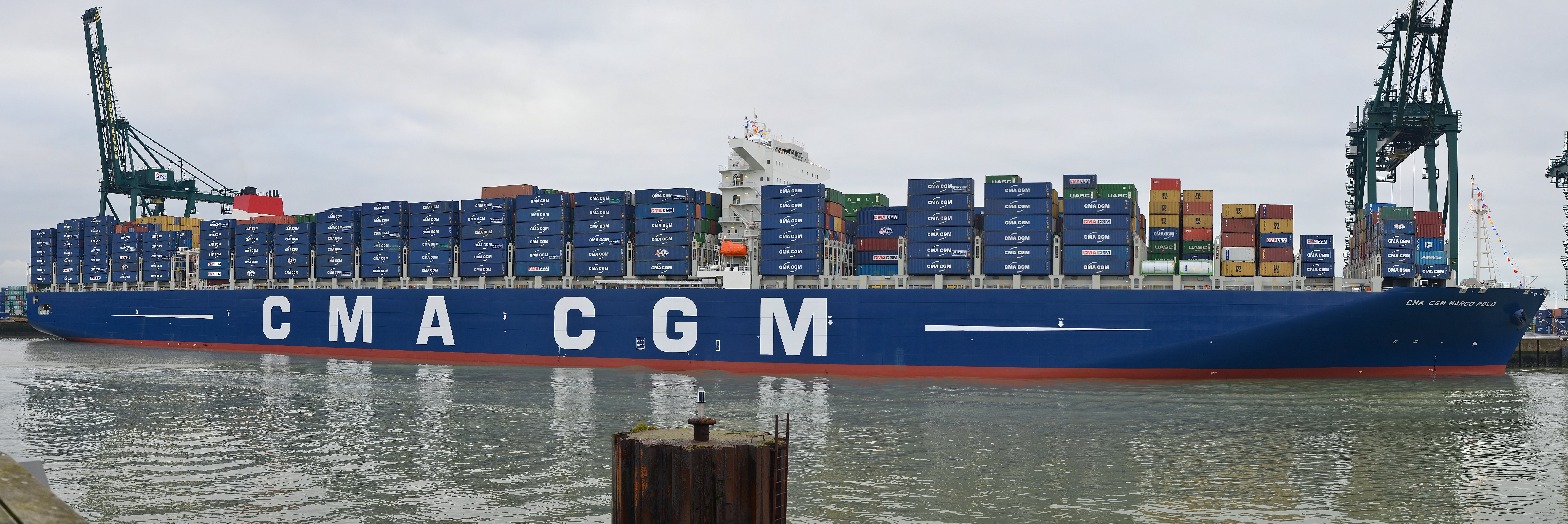
2012年に竣工したエマ・マースクを超える大型コンテナ船CMA CGM マルコ・ポーロ（16,020TEU）。
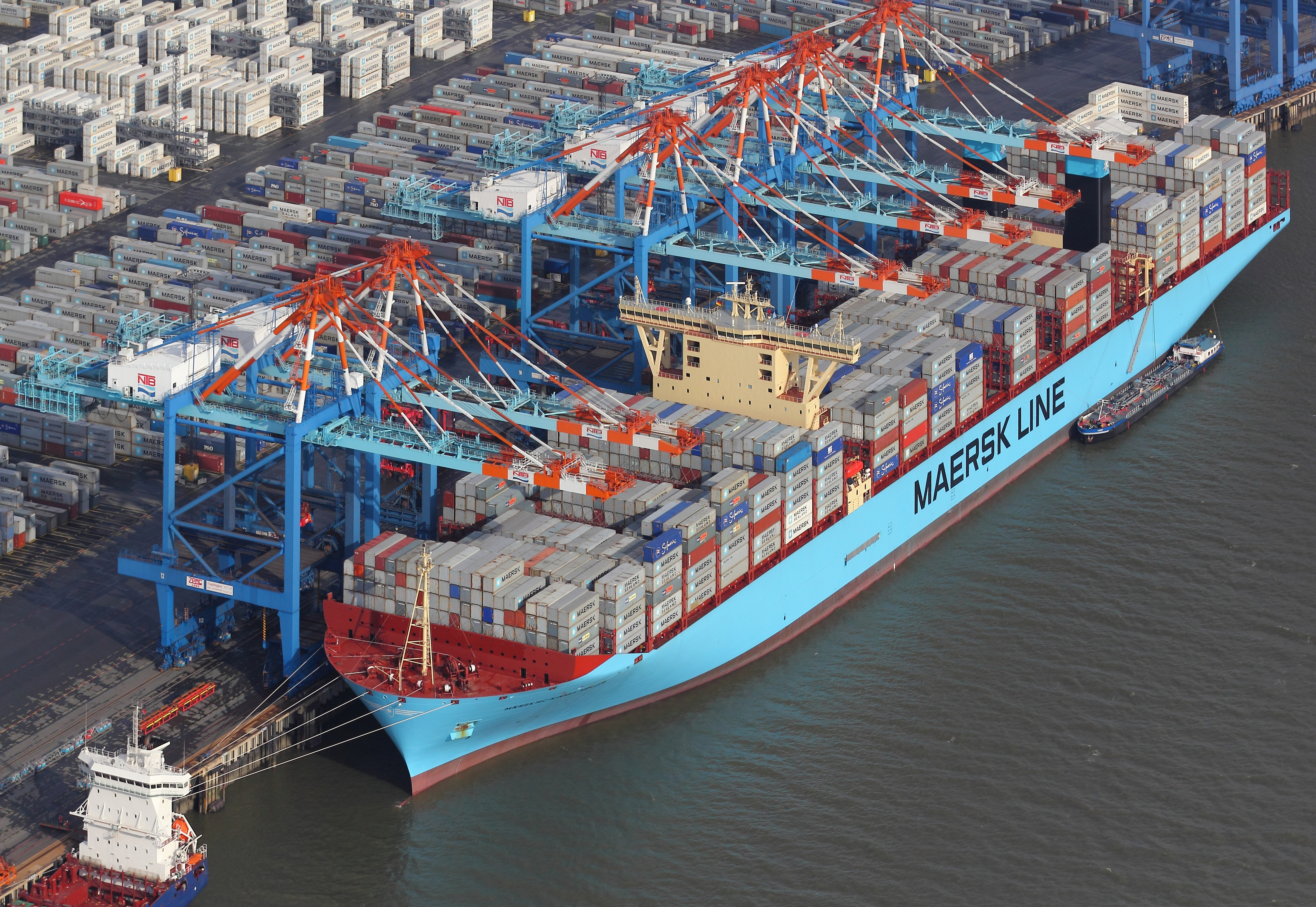
2013年、マースクはCMA CGM マルコ・ポーロを超えるマースク マッキニー・モラー（18,270TEU）の建造を進めた
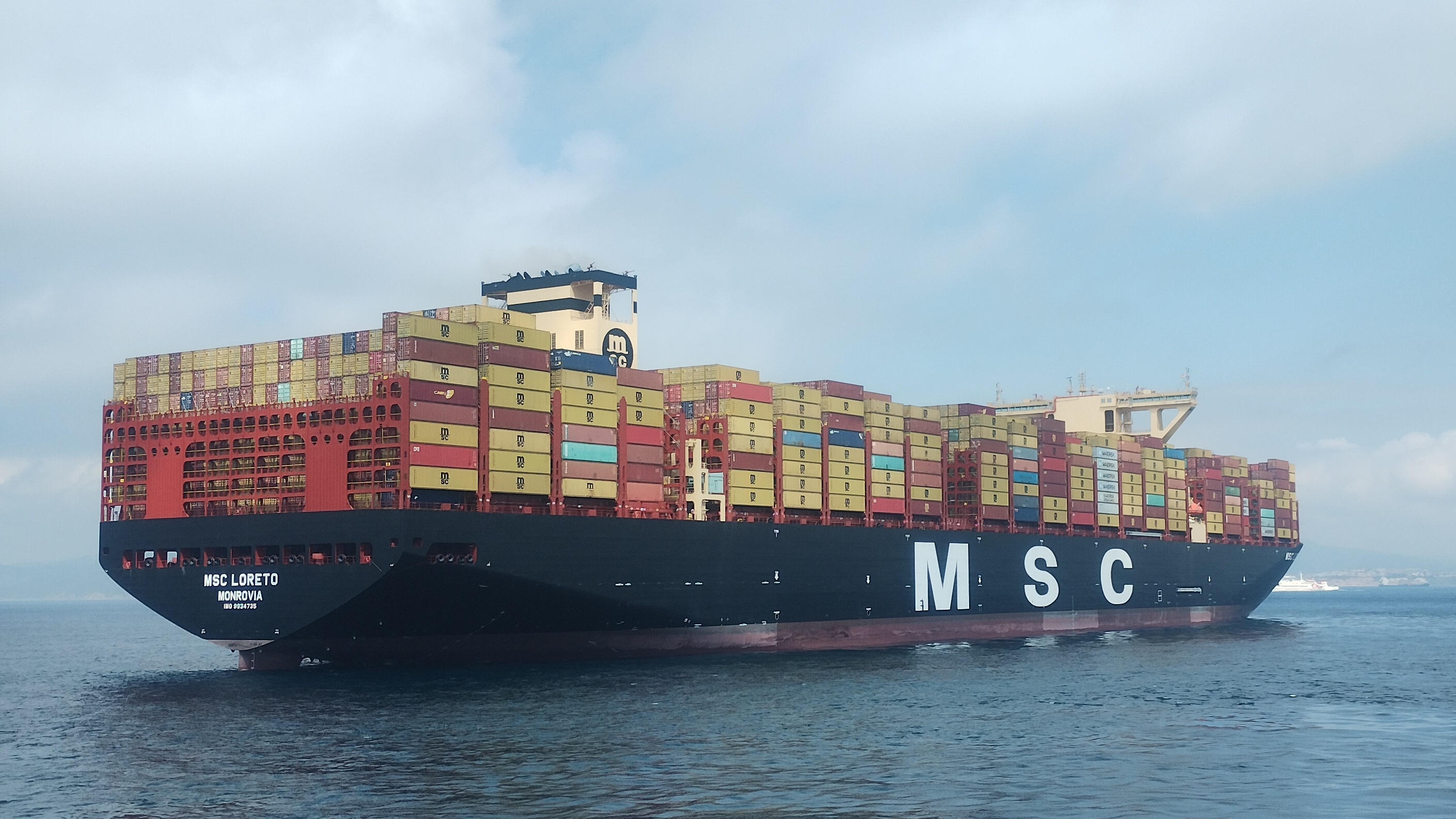
2023年、最大手のMSCはMSC イリナに続きMSC ロレート（24,346TEU）を建造

同型船については原則1番船を記載。
| 建造年 | 船名                       | 全長（m） | 全幅（m） | 最大TEU | 総トン数 | 船主・用船先          | 建造所                               | 備考                  |
| ------ | -------------------------- | --------- | --------- | ------- | -------- | --------------------- | ------------------------------------ | --------------------- |
| 2023   | MSC Irina                  | 399.93    | 61.33     | 24,346  | 236,184  | MSC                   | 滬東中華 / 揚子江船業集団 / 江南造船 |                       |
| 2023   | OOCL Felixstowe            | 399.99    | 61.30     | 24,188  | 235,341  | OOCL                  | 大連中遠 / 南通中遠（COSCO）         |                       |
| 2023   | ONE INNOVATION             | 399.95    | 61.40     | 24,136  | 235,311  | ONE                   | 今治造船、JMU                        |                       |
| 2021   | Ever Ace                   | 399.97    | 61.52     | 23,992  | 235,579  | Evergreen             | SHI                                  |                       |
| 2020   | HMM Algeciras              | 399.9     | 61        | 23,964  | 228,283  | HMM                   | DSME                                 |                       |
| 2019   | MSC Gülsün                 | 399.9     | 61.5      | 23,756  | 232,618  | MSC                   | SHI                                  |                       |
| 2017   | OOCL Hong Kong             | 399.9     | 58.8      | 21,413  | 210,890  | OOCL                  | SHI                                  |                       |
| 2017   | MOL Triumph                | 400.0     | 58.8      | 20,170  | 199,000  | ONE                   | SHI / 今治造船                       |                       |
| 2013   | Mærsk Mc-Kinney Møller     | 399.0     | 59.0      | 18,270  | 194,849  | A.P. モラー・マースク | DSME                                 | マースク・トリプルE級 |
| 2012   | CMA CGM マルコ・ポーロ     | 396.0     | 53.6      | 16,020  | 175,343  | CMA CGM               | DSME                                 |                       |
| 2006   | エマ・マースク             | 397.7     | 56.4      | 14,500  | 170,794  | Maersk Line           | オデンセ造船所                       | マースク・E級         |
| 2016   | NYK BLUE JAY               | 364.2     | 50.6      | 14,026  | 144,285  | 日本郵船              | JMU                                  |                       |
| 2015   | Millau Bridge              | 365.9     | 51.2      | 13,870  | 150,709  | 川崎汽船              | 今治造船                             |                       |
| 2009   | CMA CGM クリストフ・コロン | 365.5     | 51.2      | 13,344  | 153,022  | CMA CGM               | DSME                                 |                       |
| 2006   | Georg Mærsk                | 367.3     | 42.8      | 10,150  | 97,933   | Maersk Line           | オデンセ造船所                       |                       |
| 2006   | CSCL Le Havre              | 336.7     | 45.6      | 9,580   | 107,200  | Danaos Shipping       |                                      |                       |
| 2006   | COSCO Guangzhou            | 350.6     | 42.8      | 09,383  | 109,149  | COSCO                 | HHI                                  |                       |
| 2006   | CMA CGM Fidelio            | 350.0     | 42.8      | 09,415  | 099,500  | CMA CGM               |                                      |                       |
| 2003   | Arnold Mærsk               | 352.6     | 42.8      | 09,310  | 093,496  | Maersk Line           |                                      |                       |
| 2006   | NYK Vega                   | 338.2     | 45.6      | 09,200  | 097,825  | 日本郵船              | HHI / IHIMU                          |                       |
| 2006   | MSC Esthi                  | 336.7     | 45.6      | 09,178  | 099,500  | MSC                   |                                      |                       |
| 2006   | MSC Madeleine              | 348.5     | 42.8      | 09,100  | 107,551  | MSC                   |                                      |                       |
| 2006   | ハンバー・ブリッジ         | 336.0     | 45.8      | 09,040  | 099,500  | 川崎汽船              | IHIMU                                |                       |